# Mimivirus
Mimivirus ist eine Gattung von Viren aus der Familie Mimiviridae, denen Amöben als natürliche Wirte dienen.
Mit der Familie Mimiviridae gehört Mimivirus zu den Riesenviren im Phylum Nucleocytoviricota (auch englisch Nucleocytoplasmic large DNA viruses, NCLDV, nach einem früheren Vorschlag auch als Ordnung „Megavirales“ (s. l.) bezeichnet).
Ursprünglich hatte das International Committee on Taxonomy of Viruses (ICTV) mit der Familie Mimiviridae die Gattung Mimivirus mit nur einer einzigen Spezies (Art), Acanthamoeba polyphaga mimivirus (ApMV oder APMV, heute wissenschaftlich Mimivirus bradfordmassiliense) bestätigt.
Im Laufe der Zeit wurden in der nahen oder näheren phylogenetischen Verwandtschaft dieser Spezies viele weitere Kandidaten großer Viren  gefunden, wobei sich im Wesentlichen zunächst drei Linien abzeichneten: Linie A (mit APMV – die heutige Gattung Mimivirus bradfordmassiliense), Linie B (nun Gattung Moumouvirus) und Linie C (nun Gattung Megavirus), später kamen noch die Linie der Tupanviren (nun Gattung Tupanvirus) sowie Cotonvirus hinzu. Diese Linien – zumindest die Linien A, B und C – wurden ursprünglich als Subkladen der sehr weit gefassten Gattung Mimivirus angesehen.
Mit der Reorganisation der Mimivirus-Ordnung Imitervirales im April 2023 hat das ICTV diese Linien in den Rang eigener Gattungen erhoben, in der Gattung Mimivirus wurde dabei nur eine einzige weitere Spezies bestätigt, Mimivirus lagoaense.
In der Umgangssprache und in älterer Literatur wird APMV üblicherweise nur als Mimivirus bezeichnet, umgekehrt werden oder wurden nicht nur Mitglieder der oben genannten Linien, sondern auch andere mehr oder weniger nahe Verwandte Stämme der Familie Mimiviridae oder gar Ordnung Imitervirales.

## Entdeckung und Forschungsgeschichte
Das Mimivirus ApMV wurde 1992 bei Forschungsarbeiten über die Legionärskrankheit (Legionellose) in einem Industriekühlturm in Bradford (England) entdeckt, wobei man feststellte, dass es sich in der Amöbe Acanthamoeba polyphaga repliziert (vermehrt). Im Jahr 2003 wurde es an der Université de la Méditerranée in Marseille von einer Arbeitsgruppe um Didier Raoult identifiziert. Mit einem Durchmesser von 400 nm haben die Viruspartikel (Virionen) von ApMV die Größe von kleinen Bakterien.
Wegen dieser Größe und der äußeren Ähnlichkeit mit kugelförmigen Bakterien (Kokken) sowie der Gram-Färbungseigenschaften hielt man es zunächst für ein grampositives Bakterium und vergab dafür die Gattungsbezeichnung Bradfordcoccus. Nachdem der Irrtum erkannt wurde, benannte man das neu entdeckte Virus in Anspielung auf seine Größe und Färbungseigenschaften Mimicking Virus („täuschendes Virus“).
Schließlich wurde daraus die Gattungsbezeichnung Mimivirus, ein Kofferwort mit dem Namensteil mimi als eine Abkürzung für englisch mimicking microbe. Im Oktober 2004 wurde dann von Didier Raoult et al. die Struktur seines Erbguts in der Fachzeitschrift Science veröffentlicht.
Mimivirus blieb übrigens nicht das einzige Riesenvirus, bei dem sich ein solcher Irrtum ereignete: Ein weiteres Beispiel ist das  „Misannotatedvirus“, das zunächst für ein Rickettsia-Bakterium gehalten wurde, und nun für ein Mitglied einer möglichen Riesenvirusfamilie „Pithoviridae“  gehalten wird.
Das gleiche Team, das das ApMV entdeckte, entdeckte später ein etwas größeres Virus, das „Acanthamoeba castellanii mamavirus“ (AcMV) zusammen mit dem Sputnik-Virophagen, der es infiziert. AcMV und ApMV sind so nahe verwandt, dass sie heute nicht nur in dieselbe Gattung Mimivirus, sondern sogar in dieselbe Spezies Mimivirus bradfordmassiliense gestellt werden.
Bis 2013, als ein noch größeres Virus, vorgeschlagen als „Pandoravirus“, beschrieben wurde, wiesen die Viren der Gattung Mimivirus den größten Kapsiddurchmesser aller bekannten Viren auf; inzwischen wird es aber auch von nahen Verwandten Megavirus chilense, Tupanvirus, „Platanovirus“, „Satyrvirus“ (alle Mimiviridae), sowie anderen Riesenviren wie „Pithovirus“ übertroffen.

## Wirte
Der erste bekannte Mimivirus-Wirt ist die Amöbe Acanthamoeba polyphaga (Gattung Acanthamoeba, Amoebozoa). Bisher konnten labormäßig nur Vertreter dieser Gattung (außer A. polyphaga noch A. castellanii und A. mauritaniensis) als Wirte dieses Virus eingesetzt werden, keine Zellen anderer einzelliger oder mehrzelliger Organismen. Die natürlichen Wirte sind unbekannt (Stand 2015).

## Aufbau

Schemazeichnung eines Virions der Gattung Mimivirus (Querschnitt und Seitenansicht), mit Fibrillen („Haare“) und Stargate (unten)

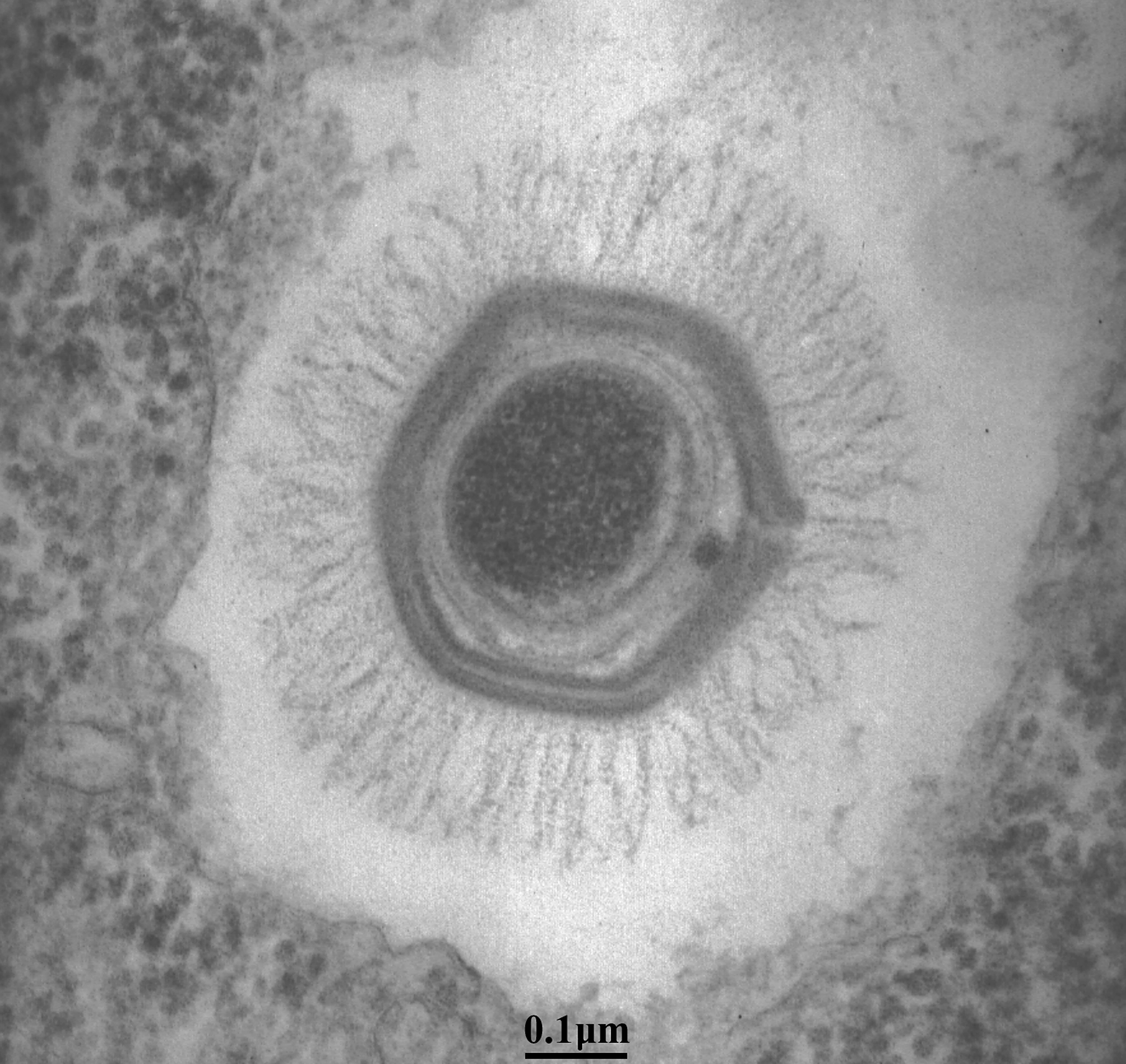
TEM-Aufnahme, die komplexe innere Struktur eines Mimivirus-Virions zeigend.

Die Kapside der Virionen (Viruspartikel) von ApMV erscheinen unter einem Elektronenmikroskop sechseckig, daher ist die Kapsidgeometrie
ikosaedrisch.
Bei Mimivirus besteht das Hauptkapsidprotein aus zwei Domänen vom Biskuitrollen-Typ (englisch Jelly roll fold). Dieses Protein bildet homotrimere Kapsomere als Organisationseinheit der Kapside. Die Kapsomere sind hexagonal in Form von „Gänseblümchen“ gepackt: Sechs Kapsomere umgeben eine Vertiefung zwischen ihnen.
Die Virionen (Viruspartikel) von Mimivirus ApMV haben einen Kapsiddurchmesser von 400 nm.
Es scheint keine äußere virale Hülle zu geben, was darauf hindeutet, dass das Virus die Wirtszelle nicht durch Exozytose verlässt.

### Fibrillen

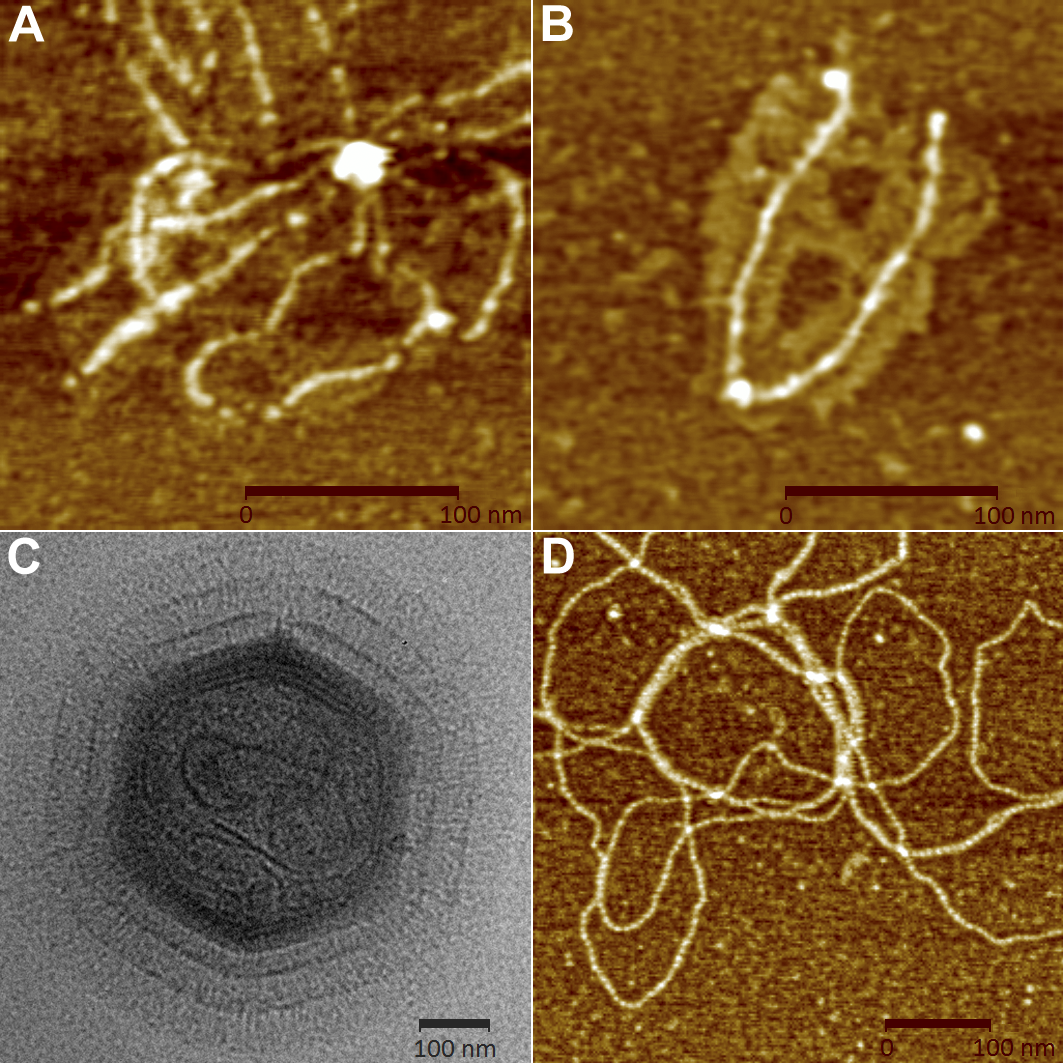
A: Rasterkraftmikroskop-Aufnahme mehrerer Oberflächenfasern, die an einem gemeinsamen zentralen Punkt befestigt sind.
B: AFM-Aufnahme von zwei abgelösten Oberflächenfasern eines Mimivirus.
C: Cryo-EM-Bild eines Mimivirus nach teilweisem Abbau der Fibrillen mittels Bromelain.
D: AFM-Bild von inneren Fasern eines Mimivirus.

Das Kapsid des Wildtyps ApMV ist dagegen mit einer kompakten Schicht von Fibrillen bedeckt (Tegument).
Die aus der Oberfläche des Kapsids herausragenden Proteinfilamente (Fibrillen) haben eine Länge von etwa 100 nm (80–125 nm) und bringen damit die Gesamtlänge eines Virions auf 600 nm.
Abweichungen in der wissenschaftlichen Literatur lassen die Zahlen als sehr ungenau erscheinen, wenn zum Beispiel die ‚Größe’ des Virions gelegentlich als irgendwo zwischen 400 und 800 nm angegeben wird. Abgesehen von Unterschieden zwischen den einzelnen Virusstämmen in der Spezies Mimivirus bradfordmassiliense ist manchmal die Gesamtgröße mit Filamenten, und manchmal der reine Kapsiddurchmesser angegeben.
Untersuchungen dieser Filamente von Klose et al. (2010) unter Verwendung eines Rasterkraftmikroskops ergeben, dass diese häufig an einer gemeinsamen Tragstruktur befestigt sind.
Im Jahr 2009 konnte jedoch noch nicht herausgefunden werden, an welchen Teilen der Kapsidoberfläche diese Träger befestigt sind.
Jede Fibrille endet mit einer kleinen kugeligen Kappe aus einem Protein mit unbekannter Funktion.
Die Proteinfilamente erwiesen sich als resistent gegen Proteasen, außer sie wurden mit Lysozym behandelt. Die Filamente schienen deshalb mit Peptidoglycan beschichtet zu sein. Das war alles in guter Übereinstimmung mit der Tatsache, dass sich das Mimivirus-Virion durch die Gram-Methode anfärben lässt.
Die Filamente spielen mit ihrer stark glykosylierten Oberfläche offenbar eine wichtige Rolle bei der Annäherung an die Wirtsamöben und der nachfolgenden Infektion.
Der Hauptbestandteil der Fasern ist das Protein R135 (neben L725 und L829). Seine Struktur ähnelt Proteinen aus der Familie der Glucose-Methanol-Cholin-Oxidoreduktasen (GMC-Oxidoreduktasen), die eine N-terminale FAD-Bindungsdomäne und eine C-terminale Substraterkennungsdomäne aufweisen.
Das R135 am nächsten kommende Homolog ist eine Arylalkohol-Oxidase, die am biologischen Ligninabbau von Pflanzenzellwänden beteiligt ist. Somit könnte R135 an der Perforation der Zellwand ihrer natürlichen Wirte, insbesondere ligninhaltiger Algen, beteiligt sein.
Unter Laborbedingungen ist aber keines der drei genannten Proteine für die Infektiosität unbedingt erforderlich.

### Stargate

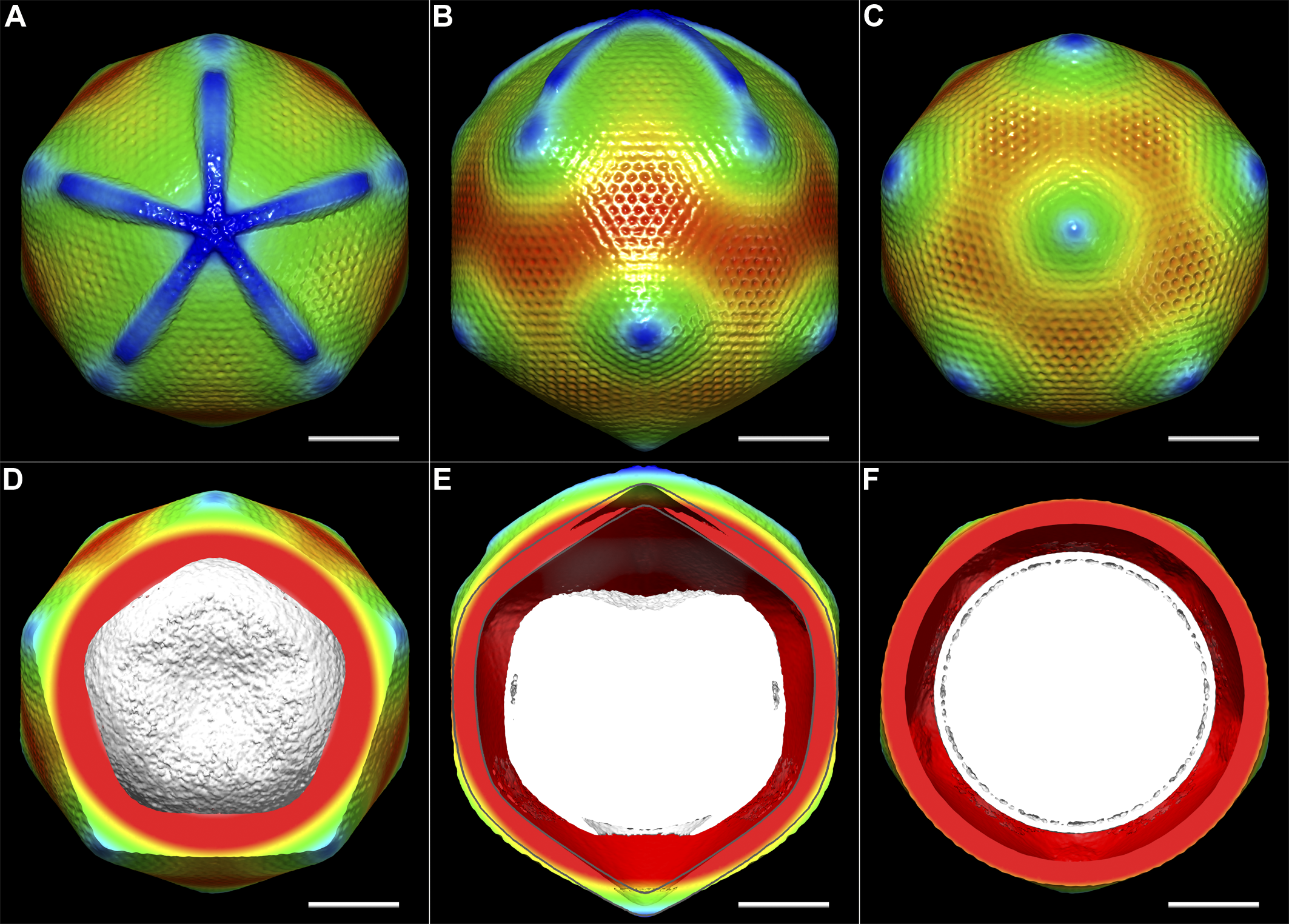
Rekonstruktion der Struktur des Mimivirus-Kapsids auf Basis von Kryo-EM-Daten. Die Farbe kodiert den Abstand von der Mitte des Kapsids: grau – 0–180 nm, rot – 180–210 nm, Regenbogenfarben von rot nach blau – 210–270 nm. Maßstab: 100 nm Bild A zeigt wieder deutlich das ‚Stargate’, Bild B zeigt die relative Länge der Strahlen, Bild E zeigt die Absenkung des Nukleokapsids unter dem Scheitelpunkt des Stargates.

Auffällig ist die fünfeckige, sternförmige Struktur an einer der Ecken des Kapsids, das so genannte ‚Stargate‘ (auch star-gate, englisch für „Sternentor“, deutsch auch ‚Sternstruktur‘ oder ‚Seesternstruktur‘ genannt).
Blickt man direkt auf diesen Eckpunkt oder Vertex (den Mittelpunkt des Sterns), so scheinen zwischen dessen Strahlen fünf dreieckige Flächen zu liegen.
Die Strahlen haben eine Breite von ungefähr 50 nm, eine Dicke von 40 nm und eine Länge von 200 nm; sie erreichen fast die benachbarten Eckpunkte der ikosaedrischen Kapsids. Das Stargate ist selbst nicht von Fibrillen bedeckt.
Das Vorhandensein dieser Struktur verändert die Geometrie des Kapsids, die dadurch von der idealen „isometrischen“ Ikosaederform abweicht: Tatsächlich verläuft bei genauer Betrachtung nur eine einzige Achse mit Fünfstrahlsymmetrie durch das Virion, die durch den Mittelpunkt des Sterns (genannt Scheitelpunkt) verläuft.
Die Symmetrie des Kapsids wird unterschiedlich angegeben mit einer Triangulationszahl T=972–1141 oder T=1200.
Da auf der Oberfläche der Sternstruktur keine hexagonal geordneten Vertiefungen zu beobachten sind, wird vermutet, dass es sich bei dieser um ein Protein handelt, das sich vom Hauptkapsidprotein unterscheidet.
Das Stargate spielt eine besondere Rolle bei der Infektion der Wirtszelle:
Während der Infektion öffnet sich der „Verschluss“ am Scheitelpunkt und es erfolgt die Freisetzung des viralen Kerns (mit DNA und vorgefertigten Proteinen) aus dem Kapsid in das Zytosol der Wirtszelle (per Phagocytose).
Das ist der Grund, warum die Sternstruktur als „Sternentor“ (englisch stargate) bezeichnet wird.

### Nukleokapsid
Die Gattung Mimivirus hat mehrere morphologische Merkmale mit den Mitgliedern des Phylums Nucleocytoviricota (NCLDV) gemeinsam.
Unmittelbar unter dem Kapsid des Mimivirus befinden sich beispielsweise zwei elektronendichte Schichten, die als Membranen gedeutet werden.
Unter diesen Membranen befindet sich eine etwa 7 nm dicke Proteinhülle, in der die lineare doppelsträngige DNA (dsDNA) des Virus eingeschlossen ist.
Dieser kondensierte Zentralkern des Virions erscheint unter dem Elektronenmikroskop als dunkler Bereich, das sogenannte ‚Nukleokapsid‘.
In diesem Bereich befindet sich das große Genom des Virus, daneben auch mRNAs und vorgefertigte Proteine.
Da alle anderen NCLDVs eine interne Lipidschicht besitzen, die den zentralen Kern umgibt, vermutet man das auch bei der Gattung Mimivirus.
Die Wände des Nukleokapsids liegen etwa 30 nm hinter den Wänden des Kapsids zurück, im Bereich der Sternstruktur (dem Stargate) ist die Oberfläche des Nukleokapsids zusätzlich abgesenkt.
Es wird angenommen, dass der Raum zwischen der Spitze der Sternstruktur und dem Nukleokapsid mit hydrolytischen Enzymen gefüllt ist, die für das Eindringen des Virus in die Wirtszelle erforderlich sind.
Zwischen dem Kapsid und dem Nukleokapsid wurden interne Proteinstränge entdeckt, die anscheinend die gegenseitige räumliche Positionierung der beiden Teile zueinander stabilisieren.

## Genom
Der Referenzstamm Mimivirus bradfordmassiliense ApMV hat damit im Vergleich zu den meisten anderen Viren ein großes und komplexes Genom, das aus einem einzelnen linearen DNA-Doppelstrang (dsDNA) besteht. Die Genomlänge des APMV Wildtyps (Ausgangsvariante Mimivirus M1) wurde von Didier Raoult et al. (2004) mit 1.181.404 bp angegeben, dieser Wert wurde durch Disa Bäckström et al. (2019) leicht korrigiert auf 1.181.594 bp. Das entspricht etwa 800 nm. Die aus diesem Wildtyp gezüchtete fiberlose Variante Acanthamoeba polyphaga mimivirus M4 hat nur 0,993 Mbp, dazwischen liegen M2 mit 1.10 Mbp und M3 mit 1,10 Mbp. Der GC-Gehalt von ApMV liegt bei 28 %.
Es gibt bei ApMV 1260 Offene Leserahmen (ORFs, englisch open reading frames), darunter vorhergesagt 979 kodierende Gene.
Dies geht weit über die Mindestausstattung von 4 Genen hinaus, die für ein Virus erforderlich sind (wie etwa bei den Phagen MS2 und Qβ).
Detaillierte Studien zum Genom korrigieren immer wieder Sequenzfehler und entdecken unter Umständen neue Leserahmen.
Der Anteil von nichtcodierender DNA beträgt damit bei ApMV nur etwa 9,5 bis 10 %. Offene Leserahmen sind durch Lücken von ungefähr 157 Nukleotidpaaren getrennt. Zwei DNA-Abschnitte mit der Bezeichnung R (englisch right – rechts) und L (englisch left – links) kodieren ungefähr die gleiche Anzahl von Genen (450 bzw. 465, gemäß Daten von 2010). Der GC-Gehalt ist mit 28 % niedrig. In der Nähe der Enden des DNA-Moleküls wurden ‚Invertierte Wiederholungen‘ (englisch inverted repeats) mit 617 Nukleotidpaaren gefunden. Es wird vermutet, dass die gegenseitige Wechselwirkung dieser Stellen zur Bildung einer Q-Struktur führen kann – zirkuläre DNA mit zwei kleinen Fortsätzen.
Bei der Analyse stieß man auf mindestens 21 Gene mit Homologie zu bekannten Proteinen, darunter solche, die man bis dato von keinem anderen Virus, sondern nur von zellulären Organismen kannte, inklusive Aminoacyl-tRNA-Synthetase. 43 Gene sind homolog zu solchen anderer Riesenviren (NCLDVs).
Wie andere Riesenviren enthält Mimivirus mehrere Gene für den Zucker-, Lipid- und Aminosäurestoffwechsel. Es gab auch Stoffwechselgene, die zuvor in keinem anderen Virus gefunden wurden.
Aus gereinigten Virionen konnten mehrere mRNA-Transkripte gewonnen werden.
Wie schon bei anderen Nucleocytoviricota (NCLDVs) wurden insbesondere Transkripte für DNA-Polymerase, ein Kapsidprotein und ein TFII-ähnlicher Transkriptionsfaktor gefunden werden. Es wurden jedoch auch drei verschiedene Aminoacyl-tRNA-Synthetase-Transkripte und vier unbekannte mRNA-Moleküle gefunden, die für Mimivirus spezifisch sind. Diese vorverpackten Transkripte können ohne virale Genexpression translatiert werden und sind wahrscheinlich für die Replikation von Mimivirus erforderlich. Andere DNA-Viren, wie das Humane Cytomegalievirus und das Herpes-simplex-Virus Typ 1, enthalten ebenfalls gepackte mRNA-Transkripte.
Mimivirus ist eines der wenigen dsDNA-Viren, in deren Genom eine Intein-kodierende Sequenz nachgewiesen wurde. Inteine sind Proteindomänen, die ihre eigene Entfernung von einem Trägermolekül und die anschließende Verknüpfung der gebildeten Enden katalysieren.
Eine solche Sequenz ist im Mimivirus-Gen für DNA-Polymerase B vorhanden.
Auf Grund der außergewöhnlich komplexen genetischen Ausstattung des Virus sehen einige Wissenschaftler die Frage neu gestellt, wo die Grenze zwischen belebter und unbelebter Natur verlaufe, also wie „Lebewesen“ zu definieren ist.

## Replikationszyklus

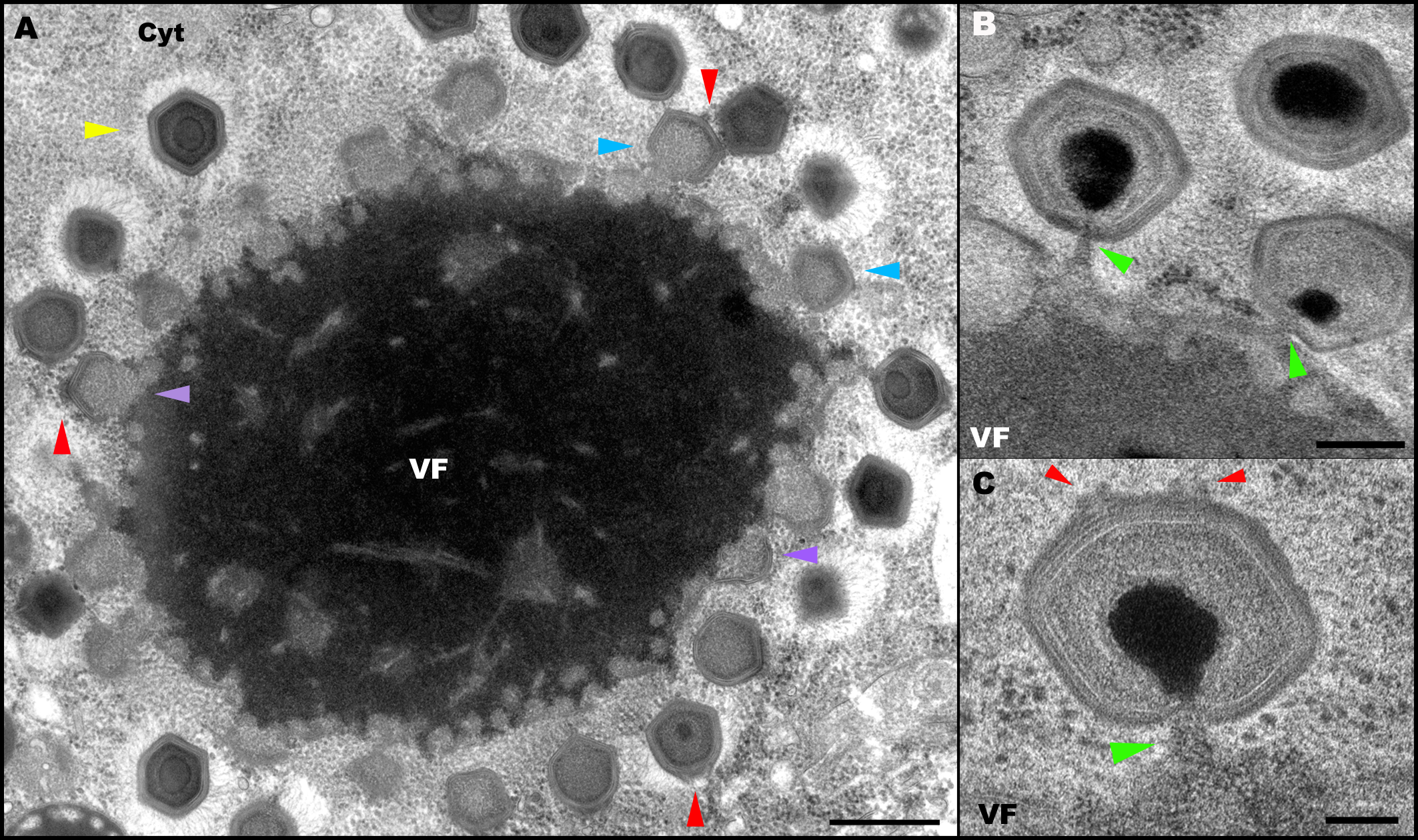
Mimivirus – Intrazelluläre Virusfabriken und DNA-Verpackung
A) TEM-Aufnahme einer intrazellulären Virusfabrik, mit Viruspartikeln (Virionen) von Mimivirus in verschiedenen Montagestadien
- VF: Virusfabrik (Viroplasma)
- Cyt: Zytoplasma
- violette Pfeile: leere, noch faserlose Virionen im Anfangsstadium der Zusammensetzung, in unmittelbarer Nähe zur Peripherie der Virusfabrik auftretend
- blaue Pfeile: Teilweise montierte leere, faserlose Virionen
- gelbe Pfeile: reife, faserbedeckte Virionen, die sich jetzt weiter von der Virusfabrik entfernt befinden als die unreifen Partikel
- rote Pfeile: bei mehreren Viruspartikeln ist ein ‚Stargate’, das sich regelmäßig an der distalen Stelle der Fabrik befindet, zu erkennen
B) und C) TEM-Aufnahme der Mimivirus-Partikel
- grüne Pfeile: Mimivirus-Partikel im Stadium des ‚DNA-Packaging’ (DNA-Verpackung)
- rote Pfeile: zwei Kanten eines Stargates gegenüber der Stelle der DNA-Verpackung

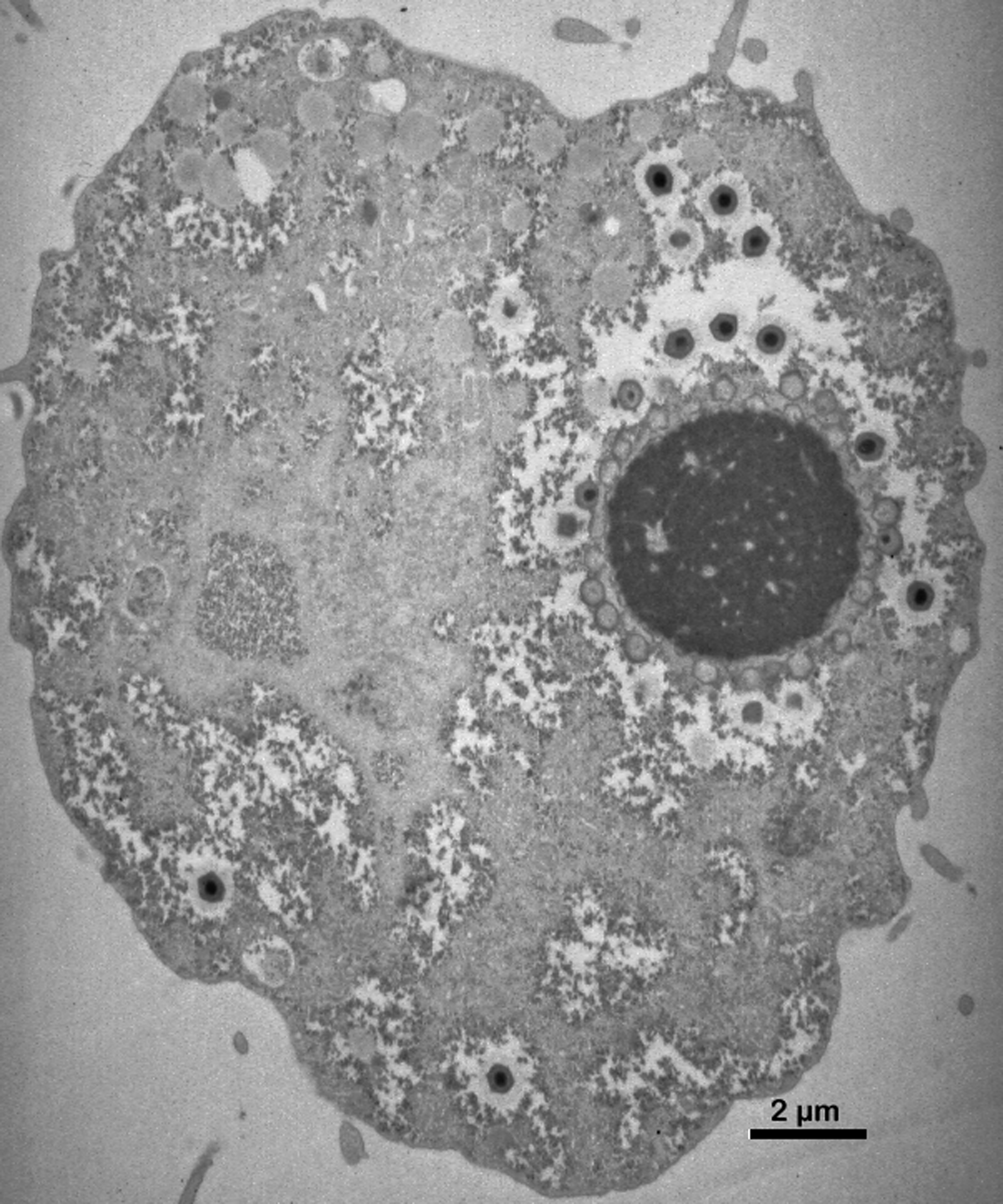
TEM-Aufnahme der Virusfabrik (dunkler Kreis, Durchmesser 4,5 µm) von APMV, 8 Stunden nach der Infektion von Acanthamoeba castelanii. Die Virionen zeigen einen dunklen, elektronendichten Kern und Filamente.

Die Einzelheiten und die verschiedenen Stadien im Replikationszyklus von Mimivirus, wie die offensichtliche Bindung an die Zelloberfläche und den Eintritt in die Zelle, die Freisetzung des Viruskerns, die DNA-Replikation, die Transkription, die Translation, und schließlich den Zusammenbau und die Freisetzung von Tochter-Virionen, sind noch nicht ausreichend bekannt (Stand 2010). Die Wissenschaftler haben jedoch den oben angegebenen allgemeinen Überblick anhand elektronenmikroskopischer Aufnahmen infizierter Zellen erstellt.
Alle Stadien des Vermehrungszyklus verlaufen im Zytoplasma der Wirtszelle.
Die Infektion der Amöbe mit einem Mimivirus erfolgt vermutlich nach folgendem Szenario:
1. Die Mimivirus-Virionen ähneln in ihrer Größe und dem Vorhandensein charakteristischer Polysaccharide auf der Oberfläche Bakterien (siehe Gram-Färbung, Name). Sie werden daher von der Amöbe als Nahrung während eines Endozytoseprozesses absorbiert. Die Polysaccharide fungieren dabei als chemischer Rezeptor und leiten die Anlagerung ein. Als Ergebnis der Endozytose befinden sich die Virionen in Endosomen innerhalb der Zelle.
2. Die Proteinfilamente werden in den Endosomen teilweise lysiert, wodurch das Kapsid mit der Endosomenmembran in Wechselwirkung treten kann.
3. Etwa 2 Stunden nach der Infektion: Das Kapsid öffnet sich im Bereich der Sternstruktur (Stargate), die innere Membran fusioniert mit der Endosomenmembran und der Inhalt des Kapsids wird in das Zytoplasma freigesetzt.
4. Nachdem das Kernteilchen (der innere Teil des Nukleokapsids) ins Zytoplasma ausgetreten ist, beginnt aufgrund der Anwesenheit des viralen Transkriptionsapparats die Synthese der viralen mRNA. Diese mRNAs reichern sich im Inneren des Kernpartikels in Form von Granula an.[37] Äußerlich betrachtet scheint das Virus verschwunden und alles in der Zelle sieht normal aus (Dunkelphase, englisch eclipse phase).
5. 4–5 Stunden nach der Infektion: Die virale DNA verlässt das Kernteilchen und wird entpackt, so dass die Replikation beginnen kann. Infolgedessen entsteht neben der leeren Hülle des Kernpartikels eine sogenannte „Virusfabrik“ – ein Ort für die Synthese der einzelnen Komponenten der Virionen und ihren anschließenden Zusammenbau. Wenn mehrere Viruspartikel in die Zelle gelangt sind, verschmelzen die von ihnen gebildeten „Fabriken“ beim Wachstum zu einer einzigen. Man erkennt jetzt kleine Ansammlungen in einigen Bereichen der Zelle.
6. 6–9 Stunden nach der Infektion: Zusammensetzung (Assemblierung) der Kapside mit gleichzeitiger DNA-Packung an der Peripherie der Virusfabriken. Eine ungewöhnliche Eigenschaft von Mimivirus ist, dass DNA gepackt ist.[29] Ein merkwürdiges Phänomen bei der Gattung Mimivirus ist dabei, dass nach der Bildung des vollständigen Kapsids das Genom durch das dem Stargate gegenüberliegende Eckportal in das Kapsid gelangt und dann im Inneren sich verdichtet (kondensiert), woraufhin dieses Eintrittsportal versiegelt wird.[38] Die Mimivirus-Virionen werden in der Zelle deutlich sichtbar.
7. 14–24 Stunden nach der Infektion: Die Amöbenzellen werden lysiert, d. h. sie platzen auf und die Virionen werden freigesetzt. Pro Wirtszelle werden so mehr als 300 Einheiten erzeugt.[34][20]

Zusammenbau des Kapsids und die Einlagerung des Genoms erfolgen also nacheinander in einer ganz bestimmten Reihenfolge.
Die Übertragung geschieht durch passive Diffusion.

## Mögliche Pathogenität
Es wurde spekuliert, dass Vertreter der Gattung Mimivirus (oder naher Verwandter) Erreger bestimmter Formen von Lungenentzündung (Pneumonia) sein könnte. Dies beruht hauptsächlich auf indirekten Nachweisen in Form von Antikörpern gegen das bei Lungenentzündungspatienten entdeckte Virus. Aufgrund der wenigen bisherigen Veröffentlichungen ist die Einstufung von Mimivirus als möglicher Krankheitserreger derzeit jedoch schwierig. Ein großer Teil der Fälle von Lungenentzündung verläuft ohne feststellbare Ursache.
Zwar wurde das Virus bei einer an Lungenentzündung leidenden Tunesierin isoliert, und es gibt aus Zellkulturen Hinweise darauf, dass Mimivirus-Arten Makrophagen infizieren können und darin repliziert werden.
So wurde unter experimentellen Bedingungen beobachtet, dass Mimivirus-Arten humane Makrophagen infizieren können, d. h. via Phagocytose in die Zellen eindringen, und sich dort replizieren können.
Außerdem wurden in mehreren Studien bei einer kleinen Anzahl von Patienten mit Lungenentzündung Antikörper gegen das Mimivirus gefunden.
Es wurde auch ein Einzelfall einer Lungenentzündung eines Laborassistenten beschrieben, der mit Kulturen dieses Virus arbeitete. Der Gehalt an Antikörpern gegen Mimivirus in seinem Blut war ebenfalls erhöht.
Das Vorhandensein von Antikörpern gegen das Virus an sich ist jedoch kein Hinweis auf seine Pathogenität.
Es ist möglich, dass das Mimivirus-Arten nur einfach starke immunogene Eigenschaften aufweist, d. h. eine deutliche Immunantwort auslöst.
Auch war es in keinem der registrierten Fälle möglich, das Virus in seiner reinen Form aus Proben von Flüssigkeiten zu isolieren, die von Patienten erhalten wurden.
Die Fiberproteine R135 und L829 wurden als Hauptantigene des Mimivirus identifiziert: Die faserlose Variante Mimivirus M4 zeigte jedoch keine Reaktivität mit Seren von menschlichen Patienten, was bestätigt, dass diese Proteine in M4 fehlen.

## Resistenzeigenschaft
Das Zamilon-Virus ist ein Satellitenvirus, das Mimiviridae der Linien B (Moumouvirus) und C (Megavirus) befällt, nicht aber die Mimiviridae der Linie A (Mimivirus).
Diese weisen nämlich eine MIMIVIRE, englisch mimivirus virophage resistance element, genannte Resistenz auf, die ähnlich funktioniert wie das CRISPR/Cas-System.
Im Übrigen wurde nachgewiesen, dass es nicht nur einen horizontalen Gentransfer zwischen den amöboid Wirten und Riesenviren als intrazellulären viralen Endocytobionten (Organismen, die in den Zellen anderer Organismen leben oder sich vermehren) gibt, sondern sogar zwischen den Viren und gleichzeitig vorhandenen bakteriellen Endocytobionten.

## Systematik
Die Gattung Mimivirus und einige andere vom ICTV im April 2023 bestätigte genetisch ähnliche Gattungen und Spezies der Familie Mimiviridae, wie Megavirus, Moumouvirus, Tupanvirus und Cotonvirus eine als Gruppe I bezeichnete Klade (Unterfamilie Megamimivirinae inklusive Mimivirus).
Entgegen dem Vorschlägen von Aylward et al. (2021) und Schulz et al. (2018) hat das ICTV im April 2023 die Gattung Mimivirus selbst nicht in die Unterfamilie Megamimivirinae aufgenommen (obwohl die Phylogenie nach Aylward et al. dafür spricht), sondern ohne Unterfamilienzuordnung in den Mimiviridae belassen. Der Name „Megavirinae“ (nach der Gattung Megavirus) ist damit ein veraltetes Synonym für Megamimivirinae. Eine eigene Unterfamilie für die Gattung Mimivirus, etwa „Mimivirinae“, bleibt zunächst nicht ausgeschlossen.
Die folgende Systematik basiert auf der Master Species List #38 des International Committee on Taxonomy of Viruses (ICTV) vom 8. April 2023, ergänzt um eine Reihe in diesem Release (noch) nicht offiziell anerkannter Vorschläge, insbesondere nach den NCBI-Taxonomie (die den ersten Fund beinhaltenden Gruppen sind fett wiedergegeben):
Familie Mimiviridae

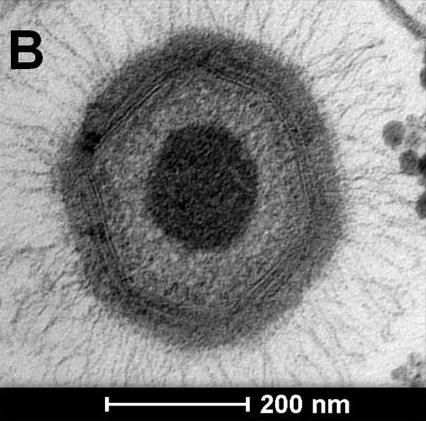
EM-Nahaufnahme eines Virions des Niemeyer-Virus (Spezies Mimivirus bradfordmassiliense).

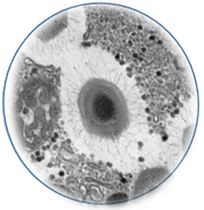
EM-Aufnahme eines Virions des Niemeyer-Virus.

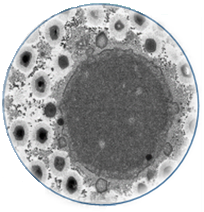
EM-Aufnahme einer Ansammlung von Virionen des Niemeyer-Virus.

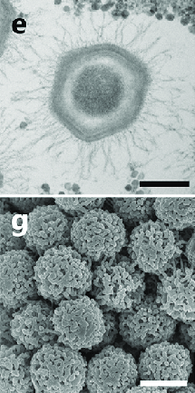
TEM-Aufnahme (oben) und Kryo-EM-Aufnahme (unten) von Mimivirus shirakomae (Spezies Mimivirus bradfordmassiliense)

- Klade (ehemals „Aquavirinae“, „Aquaviren“)[55][51]
  - Unterfamilie Aliimimivirinae (Mimiviridae-Gruppe II)
    - Gattung Rheavirus (früher Cafeteriavirus)

  - Unterfamilie Klosneuvirinae (Klosneuviren)
    - Gattungen Fadolivirus, Theiavirus (mit BsV), Yasminevirus
- Unterfamilie Megamimivirinae (Mimiviridae-Gruppe I)
  - Gattung Mimivirus (Linie A, veraltetes Synonym: Bradfordcoccus)
    - Spezies Mimivirus bradfordmassiliense (Acanthamoeba-polyphaga-Mimivirus, en. Acanthamoeba polyphaga mimivirus, ApMV oder APMV) mit den Stämmen bzw. Isolaten
      - Acanthamoeba polyphaga mimivirusT (Referenzstamm)
        - Subtyp M1  (Wildtyp,[A. 4] englisch wild type),[56][31] – Fundort: Bradford, England, UK[1] (informell Mimivirus s. s.[57])
        - Subtyp M2[A. 5][31]
        - Subtyp M3[A. 5][31]
        - Subtyp M4 (en. englisch bald/fiberless variant),[21][31][A. 6]

      - Acanthamoeba polyphaga mimivirus Oyster (OYTV),[58][1][A. 7]
      - Acanthamoeba polyphaga mimivirus strain Amazonia (alias Mimivirus amazonia, Amazonia-Virus, AMAV, en. „Amazonian virus“),[59][58][60][1][58][61][1][A. 8]
      - Acanthamoeba polyphaga mimivirus ViralProj60053,
      - Mimivirus terra2 (alias Terravirus 2 oder Terra2-Virus),[62][63][61][1][A. 9] – vgl. Terravirus2 TAO-TJA[64]
      - Mimivirus Bombay isolate 1 (MVB, alias Bombay-Virus),[56][1][61][65][66][67][A. 10]
      - Hirudovirus strain Sangsue,[68][69][66][1][A. 11]
      - Niemeyer virus (NYMV)[53][54][70][71][1][A. 12]
      - Samba virus (SMBV),[56][59][72][1][73][61][A. 13]
      - Acanthamoeba castellanii mimivirus kasaii (alias Mimivirus kasaii oder Kasaii-Virus),[1][74][66][A. 14]
      - Acanthamoeba castellanii mimivirus shirakomae (alias Mimivirus shirakomae, Shirakomae-Virus),[66][1][74][A. 15]
      - Acanthamoeba castellanii mamavirus Hal-V (kurz AcMV, AMaV oder ACMaV),[75][76][77][1][A. 16]
      - „Acanthamoeba castellanii mamavirus MAMA_R546“,[78][A. 17]

    - Spezies Mimivirus lagoaense mit dem Stamm
      - Acanthamoeba polyphaga mimivirus Kroon (Kroon Virus, KROV, abgespaltet von Spezies ApMV)[59][79][58][1][80][A. 18]

    - Spezies „Mimivirus argentum“[81][82]
    - Spezies „Mimivirus battle6“[83][61]
    - Spezies „Mimivirus battle7“[84][61]
    - Spezies „Mimivirus battle19“[85][61]
    - Spezies „Mimivirus battle27“[86][61]
    - Spezies „Mimivirus battle57“[87][61]
    - Spezies „Mimivirus battle66“[88][61]
    - Spezies „Mimivirus battle83“[89][61]
    - Spezies „Mimivirus battle86“[90][64]
    - Spezies „Mimivirus Cher“ (alias „Mimiviridae Cher“)[91][64]
    - Spezies „Mimivirus fauteuil“ (alias „Fauteuil-Virus“)[92][63][1][61] – mit Fauteuil virus FD[93]
    - Spezies „Mimivirus dakar4“[94][61]
    - Spezies „Mimivirus huitre A06“[95][61]
    - Spezies „Mimivirus lentille“ (alias „Lentille-Virus“, „Acanthamoeba polyphaga lentillevirus“)[96][63][61][97][76] mit Lentille virus CL[98]
    - Spezies „Mimivirus lactour“ (alias Lactours-Virus oder „Mimiviridae Lactours“).[61][99][63] – vgl. Lactours virus LT2[100]
    - Spezies „Mimivirus longchamps“ (alias „Longchamps-Virus“ oder „Mimiviridae Longchamps“)[101][63][1][61] – vgl. Longchamps virus FPL[102]
    - Spezies „Mimivirus marais“ (alias „Marais-Virus“)[103][63][61]
    - Spezies „Mimivirus montadette2“[104][64]
    - Spezies „Mimivirus pointerouge1“ (alias „Mimiviridae Pointerouge1“)[105] – vgl. Pointerouge virus 1[106][1][61][1][A. 19]
    - Spezies „Mimivirus pointerouge2“ (alias „Mimiviridae Pointerouge2“)[107] – vgl. Pointerouge virus 2 (alias Pointe-Rouge 2 virus)[108][1][61][1][A. 20]
    - Spezies Mimivirus SR1 (alias „Mimivirus-like virus SR1“)[109][A. 21]
    - Spezies Mimivirus SR4 (alias „Mimivirus-like virus SR4“)[110][A. 22]
    - Spezies „Mimivirus SR9“ (alias „Mimivirus-like virus SR9“)[111][A. 23]
    - Spezies „Mimivirus sp. styx“[112][A. 24]
    - Spezies „Mimivirus T2“[113][61]
    - Spezies „Mimivirus T3“[114][61]
    - Spezies „Mimivirus univirus“[115][64]

  - Gattungen Moumouvirus (Linie B), Megavirus (Linie C), Tupanvirus, Cotonvirus, „Platanovirus“, „Satyrvirus“[4]

Anm.:
- Bei den Spezies (bzw. Stämmen) der drei Gattungen Mimivirus, Moumouvirus und Megavirus kann zur Unterscheidung dem abgekürzten Gattungsnamen der tiefer gestellte Buchstabe der jeweiligen Linie (A, B bzw. C) beigefügt werden: MA. für Mimivirus, MB für Moumouvirus und MC für Megavirus.[116]
- T – bei Namensgleichheit mit der Spezies deutet ein hochgestelltes ‚T‘ einen Typus- oder Referenzstamm an.
- Die hier genannten Vorschläge können (nach Reorganisation der Ordnung Imitervirales) durch das ICTV auch in andere Gattungen, Unterfamilien oder Familien dieser Ordnung zu klassifizieren sein. Die Bezeichnung als Mimivirus wurde in der Vergangenheit teilweise in einem sehr weiten Sinn verstanden und kann sich im äußersten Fall einfach nur auf eine Zugehörigkeit zu dieser Ordnung beziehen.[A. 1]

Die genauen Verwandtschaftsverhältnisse sind aber möglicherweise noch in der Diskussion, nach Schulz et al. (2018) steht z. B. die Linie A (Gattung Mimivirus) basal in der Gruppe I, nicht die Tupanviren (Gattung Tupanvirus).

### Kladogramm
Die Phylogenie der Mimiviridae-Gruppe I, d. h. der Unterfamilie Megamimivirinae inkl. der Gattung Mimivirus * (Mimiviren s. l.) ist nach Aylward et al. (2021), ergänzt um Abrahão et al. (2018, Fig. 4) wie folgt:
|                     | Cotonvirus |
|                     | |
| Mimivirus (Linie A) | \| \| Mimivirus bradfordmassiliense (Acanthamoeba-polyphaga-Mimivirus, ApMV), mit ApMV M1, OYTV, AMAV, ViralProj60053, Terra2, MVB-1, Sangsue, NYMV, SMBV, Shirakoma, Kasai) \| \| \| \| \| \| Mimivirus lagoaense (Acanthamoeba-polyphaga-Mimivirus Kroon) mit KROV \| \| \| \| |
|                     | \| \| Mimivirus bradfordmassiliense (Acanthamoeba-polyphaga-Mimivirus, ApMV), mit ApMV M1, OYTV, AMAV, ViralProj60053, Terra2, MVB-1, Sangsue, NYMV, SMBV, Shirakoma, Kasai) \| \| \| \| \| \| Mimivirus lagoaense (Acanthamoeba-polyphaga-Mimivirus Kroon) mit KROV \| \| \| \| |
|                     | Mimivirus bradfordmassiliense (Acanthamoeba-polyphaga-Mimivirus, ApMV), mit ApMV M1, OYTV, AMAV, ViralProj60053, Terra2, MVB-1, Sangsue, NYMV, SMBV, Shirakoma, Kasai) |
|                     | |
|                     | Mimivirus lagoaense (Acanthamoeba-polyphaga-Mimivirus Kroon) mit KROV |
|                     | |

|  | Mimivirus bradfordmassiliense (Acanthamoeba-polyphaga-Mimivirus, ApMV), mit ApMV M1, OYTV, AMAV, ViralProj60053, Terra2, MVB-1, Sangsue, NYMV, SMBV, Shirakoma, Kasai) |
|  | |
|  | Mimivirus lagoaense (Acanthamoeba-polyphaga-Mimivirus Kroon) mit KROV                                                                                                  |
|  | |

|  | Megavirus (Linie C)   |
|  |                       |
|  | Moumouvirus (Linie B) |
|  |                       |

|                     | Cotonvirus |
|                     | |
| Mimivirus (Linie A) | \| \| Mimivirus bradfordmassiliense (Acanthamoeba-polyphaga-Mimivirus, ApMV), mit ApMV M1, OYTV, AMAV, ViralProj60053, Terra2, MVB-1, Sangsue, NYMV, SMBV, Shirakoma, Kasai) \| \| \| \| \| \| Mimivirus lagoaense (Acanthamoeba-polyphaga-Mimivirus Kroon) mit KROV \| \| \| \| |
|                     | \| \| Mimivirus bradfordmassiliense (Acanthamoeba-polyphaga-Mimivirus, ApMV), mit ApMV M1, OYTV, AMAV, ViralProj60053, Terra2, MVB-1, Sangsue, NYMV, SMBV, Shirakoma, Kasai) \| \| \| \| \| \| Mimivirus lagoaense (Acanthamoeba-polyphaga-Mimivirus Kroon) mit KROV \| \| \| \| |
|                     | Mimivirus bradfordmassiliense (Acanthamoeba-polyphaga-Mimivirus, ApMV), mit ApMV M1, OYTV, AMAV, ViralProj60053, Terra2, MVB-1, Sangsue, NYMV, SMBV, Shirakoma, Kasai) |
|                     | |
|                     | Mimivirus lagoaense (Acanthamoeba-polyphaga-Mimivirus Kroon) mit KROV |
|                     | |

|  | Mimivirus bradfordmassiliense (Acanthamoeba-polyphaga-Mimivirus, ApMV), mit ApMV M1, OYTV, AMAV, ViralProj60053, Terra2, MVB-1, Sangsue, NYMV, SMBV, Shirakoma, Kasai) |
|  | |
|  | Mimivirus lagoaense (Acanthamoeba-polyphaga-Mimivirus Kroon) mit KROV                                                                                                  |
|  | |

|  | Megavirus (Linie C)   |
|  |                       |
|  | Moumouvirus (Linie B) |
|  |                       |

|                     | Cotonvirus |
|                     | |
| Mimivirus (Linie A) | \| \| Mimivirus bradfordmassiliense (Acanthamoeba-polyphaga-Mimivirus, ApMV), mit ApMV M1, OYTV, AMAV, ViralProj60053, Terra2, MVB-1, Sangsue, NYMV, SMBV, Shirakoma, Kasai) \| \| \| \| \| \| Mimivirus lagoaense (Acanthamoeba-polyphaga-Mimivirus Kroon) mit KROV \| \| \| \| |
|                     | \| \| Mimivirus bradfordmassiliense (Acanthamoeba-polyphaga-Mimivirus, ApMV), mit ApMV M1, OYTV, AMAV, ViralProj60053, Terra2, MVB-1, Sangsue, NYMV, SMBV, Shirakoma, Kasai) \| \| \| \| \| \| Mimivirus lagoaense (Acanthamoeba-polyphaga-Mimivirus Kroon) mit KROV \| \| \| \| |
|                     | Mimivirus bradfordmassiliense (Acanthamoeba-polyphaga-Mimivirus, ApMV), mit ApMV M1, OYTV, AMAV, ViralProj60053, Terra2, MVB-1, Sangsue, NYMV, SMBV, Shirakoma, Kasai) |
|                     | |
|                     | Mimivirus lagoaense (Acanthamoeba-polyphaga-Mimivirus Kroon) mit KROV |
|                     | |

|  | Mimivirus bradfordmassiliense (Acanthamoeba-polyphaga-Mimivirus, ApMV), mit ApMV M1, OYTV, AMAV, ViralProj60053, Terra2, MVB-1, Sangsue, NYMV, SMBV, Shirakoma, Kasai) |
|  | |
|  | Mimivirus lagoaense (Acanthamoeba-polyphaga-Mimivirus Kroon) mit KROV                                                                                                  |
|  | |

|  | Megavirus (Linie C)   |
|  |                       |
|  | Moumouvirus (Linie B) |
|  |                       |

|                     | Cotonvirus |
|                     | |
| Mimivirus (Linie A) | \| \| Mimivirus bradfordmassiliense (Acanthamoeba-polyphaga-Mimivirus, ApMV), mit ApMV M1, OYTV, AMAV, ViralProj60053, Terra2, MVB-1, Sangsue, NYMV, SMBV, Shirakoma, Kasai) \| \| \| \| \| \| Mimivirus lagoaense (Acanthamoeba-polyphaga-Mimivirus Kroon) mit KROV \| \| \| \| |
|                     | \| \| Mimivirus bradfordmassiliense (Acanthamoeba-polyphaga-Mimivirus, ApMV), mit ApMV M1, OYTV, AMAV, ViralProj60053, Terra2, MVB-1, Sangsue, NYMV, SMBV, Shirakoma, Kasai) \| \| \| \| \| \| Mimivirus lagoaense (Acanthamoeba-polyphaga-Mimivirus Kroon) mit KROV \| \| \| \| |
|                     | Mimivirus bradfordmassiliense (Acanthamoeba-polyphaga-Mimivirus, ApMV), mit ApMV M1, OYTV, AMAV, ViralProj60053, Terra2, MVB-1, Sangsue, NYMV, SMBV, Shirakoma, Kasai) |
|                     | |
|                     | Mimivirus lagoaense (Acanthamoeba-polyphaga-Mimivirus Kroon) mit KROV |
|                     | |

|  | Mimivirus bradfordmassiliense (Acanthamoeba-polyphaga-Mimivirus, ApMV), mit ApMV M1, OYTV, AMAV, ViralProj60053, Terra2, MVB-1, Sangsue, NYMV, SMBV, Shirakoma, Kasai) |
|  | |
|  | Mimivirus lagoaense (Acanthamoeba-polyphaga-Mimivirus Kroon) mit KROV                                                                                                  |
|  | |

|  | Megavirus (Linie C)   |
|  |                       |
|  | Moumouvirus (Linie B) |
|  |                       |

|                     | Cotonvirus |
|                     | |
| Mimivirus (Linie A) | \| \| Mimivirus bradfordmassiliense (Acanthamoeba-polyphaga-Mimivirus, ApMV), mit ApMV M1, OYTV, AMAV, ViralProj60053, Terra2, MVB-1, Sangsue, NYMV, SMBV, Shirakoma, Kasai) \| \| \| \| \| \| Mimivirus lagoaense (Acanthamoeba-polyphaga-Mimivirus Kroon) mit KROV \| \| \| \| |
|                     | \| \| Mimivirus bradfordmassiliense (Acanthamoeba-polyphaga-Mimivirus, ApMV), mit ApMV M1, OYTV, AMAV, ViralProj60053, Terra2, MVB-1, Sangsue, NYMV, SMBV, Shirakoma, Kasai) \| \| \| \| \| \| Mimivirus lagoaense (Acanthamoeba-polyphaga-Mimivirus Kroon) mit KROV \| \| \| \| |
|                     | Mimivirus bradfordmassiliense (Acanthamoeba-polyphaga-Mimivirus, ApMV), mit ApMV M1, OYTV, AMAV, ViralProj60053, Terra2, MVB-1, Sangsue, NYMV, SMBV, Shirakoma, Kasai) |
|                     | |
|                     | Mimivirus lagoaense (Acanthamoeba-polyphaga-Mimivirus Kroon) mit KROV |
|                     | |

|  | Mimivirus bradfordmassiliense (Acanthamoeba-polyphaga-Mimivirus, ApMV), mit ApMV M1, OYTV, AMAV, ViralProj60053, Terra2, MVB-1, Sangsue, NYMV, SMBV, Shirakoma, Kasai) |
|  | |
|  | Mimivirus lagoaense (Acanthamoeba-polyphaga-Mimivirus Kroon) mit KROV                                                                                                  |
|  | |

|  | Megavirus (Linie C)   |
|  |                       |
|  | Moumouvirus (Linie B) |
|  |                       |

|                     | Cotonvirus |
|                     | |
| Mimivirus (Linie A) | \| \| Mimivirus bradfordmassiliense (Acanthamoeba-polyphaga-Mimivirus, ApMV), mit ApMV M1, OYTV, AMAV, ViralProj60053, Terra2, MVB-1, Sangsue, NYMV, SMBV, Shirakoma, Kasai) \| \| \| \| \| \| Mimivirus lagoaense (Acanthamoeba-polyphaga-Mimivirus Kroon) mit KROV \| \| \| \| |
|                     | \| \| Mimivirus bradfordmassiliense (Acanthamoeba-polyphaga-Mimivirus, ApMV), mit ApMV M1, OYTV, AMAV, ViralProj60053, Terra2, MVB-1, Sangsue, NYMV, SMBV, Shirakoma, Kasai) \| \| \| \| \| \| Mimivirus lagoaense (Acanthamoeba-polyphaga-Mimivirus Kroon) mit KROV \| \| \| \| |
|                     | Mimivirus bradfordmassiliense (Acanthamoeba-polyphaga-Mimivirus, ApMV), mit ApMV M1, OYTV, AMAV, ViralProj60053, Terra2, MVB-1, Sangsue, NYMV, SMBV, Shirakoma, Kasai) |
|                     | |
|                     | Mimivirus lagoaense (Acanthamoeba-polyphaga-Mimivirus Kroon) mit KROV |
|                     | |

|  | Mimivirus bradfordmassiliense (Acanthamoeba-polyphaga-Mimivirus, ApMV), mit ApMV M1, OYTV, AMAV, ViralProj60053, Terra2, MVB-1, Sangsue, NYMV, SMBV, Shirakoma, Kasai) |
|  | |
|  | Mimivirus lagoaense (Acanthamoeba-polyphaga-Mimivirus Kroon) mit KROV                                                                                                  |
|  | |

|  | Megavirus (Linie C)   |
|  |                       |
|  | Moumouvirus (Linie B) |
|  |                       |

|                     | Cotonvirus |
|                     | |
| Mimivirus (Linie A) | \| \| Mimivirus bradfordmassiliense (Acanthamoeba-polyphaga-Mimivirus, ApMV), mit ApMV M1, OYTV, AMAV, ViralProj60053, Terra2, MVB-1, Sangsue, NYMV, SMBV, Shirakoma, Kasai) \| \| \| \| \| \| Mimivirus lagoaense (Acanthamoeba-polyphaga-Mimivirus Kroon) mit KROV \| \| \| \| |
|                     | \| \| Mimivirus bradfordmassiliense (Acanthamoeba-polyphaga-Mimivirus, ApMV), mit ApMV M1, OYTV, AMAV, ViralProj60053, Terra2, MVB-1, Sangsue, NYMV, SMBV, Shirakoma, Kasai) \| \| \| \| \| \| Mimivirus lagoaense (Acanthamoeba-polyphaga-Mimivirus Kroon) mit KROV \| \| \| \| |
|                     | Mimivirus bradfordmassiliense (Acanthamoeba-polyphaga-Mimivirus, ApMV), mit ApMV M1, OYTV, AMAV, ViralProj60053, Terra2, MVB-1, Sangsue, NYMV, SMBV, Shirakoma, Kasai) |
|                     | |
|                     | Mimivirus lagoaense (Acanthamoeba-polyphaga-Mimivirus Kroon) mit KROV |
|                     | |

|  | Mimivirus bradfordmassiliense (Acanthamoeba-polyphaga-Mimivirus, ApMV), mit ApMV M1, OYTV, AMAV, ViralProj60053, Terra2, MVB-1, Sangsue, NYMV, SMBV, Shirakoma, Kasai) |
|  | |
|  | Mimivirus lagoaense (Acanthamoeba-polyphaga-Mimivirus Kroon) mit KROV                                                                                                  |
|  | |

|  | Megavirus (Linie C)   |
|  |                       |
|  | Moumouvirus (Linie B) |
|  |                       |

|                     | Cotonvirus |
|                     | |
| Mimivirus (Linie A) | \| \| Mimivirus bradfordmassiliense (Acanthamoeba-polyphaga-Mimivirus, ApMV), mit ApMV M1, OYTV, AMAV, ViralProj60053, Terra2, MVB-1, Sangsue, NYMV, SMBV, Shirakoma, Kasai) \| \| \| \| \| \| Mimivirus lagoaense (Acanthamoeba-polyphaga-Mimivirus Kroon) mit KROV \| \| \| \| |
|                     | \| \| Mimivirus bradfordmassiliense (Acanthamoeba-polyphaga-Mimivirus, ApMV), mit ApMV M1, OYTV, AMAV, ViralProj60053, Terra2, MVB-1, Sangsue, NYMV, SMBV, Shirakoma, Kasai) \| \| \| \| \| \| Mimivirus lagoaense (Acanthamoeba-polyphaga-Mimivirus Kroon) mit KROV \| \| \| \| |
|                     | Mimivirus bradfordmassiliense (Acanthamoeba-polyphaga-Mimivirus, ApMV), mit ApMV M1, OYTV, AMAV, ViralProj60053, Terra2, MVB-1, Sangsue, NYMV, SMBV, Shirakoma, Kasai) |
|                     | |
|                     | Mimivirus lagoaense (Acanthamoeba-polyphaga-Mimivirus Kroon) mit KROV |
|                     | |

|  | Mimivirus bradfordmassiliense (Acanthamoeba-polyphaga-Mimivirus, ApMV), mit ApMV M1, OYTV, AMAV, ViralProj60053, Terra2, MVB-1, Sangsue, NYMV, SMBV, Shirakoma, Kasai) |
|  | |
|  | Mimivirus lagoaense (Acanthamoeba-polyphaga-Mimivirus Kroon) mit KROV                                                                                                  |
|  | |

|  | Megavirus (Linie C)   |
|  |                       |
|  | Moumouvirus (Linie B) |
|  |                       |

Im Jahr 2018 hatten Abrahão et al. zuvor einen phylogenetischen Baum der Mimiviridae-Gruppe I angegeben, der einige weitere Stämme umfasst:
|  | Acanthamoeba castellanii mamavirus (ACMV)                                                                    |
|  | |
|  | \| \| Hirudovirus \| \| \| \| \| \| Acanthamoeba polyphaga mimivirus (ApMV M1, Shirakoma, Kasai) \| \| \| \| |
|  | |
|  | Hirudovirus                                                                                                  |
|  | |
|  | Acanthamoeba polyphaga mimivirus (ApMV M1, Shirakoma, Kasai)                                                 |
|  | |

|  | Hirudovirus                                                  |
|  |                                                              |
|  | Acanthamoeba polyphaga mimivirus (ApMV M1, Shirakoma, Kasai) |
|  |                                                              |

|  | Acanthamoeba castellanii mamavirus (ACMV)                                                                    |
|  | |
|  | \| \| Hirudovirus \| \| \| \| \| \| Acanthamoeba polyphaga mimivirus (ApMV M1, Shirakoma, Kasai) \| \| \| \| |
|  | |
|  | Hirudovirus                                                                                                  |
|  | |
|  | Acanthamoeba polyphaga mimivirus (ApMV M1, Shirakoma, Kasai)                                                 |
|  | |

|  | Hirudovirus                                                  |
|  |                                                              |
|  | Acanthamoeba polyphaga mimivirus (ApMV M1, Shirakoma, Kasai) |
|  |                                                              |

|  | Acanthamoeba castellanii mamavirus (ACMV)                                                                    |
|  | |
|  | \| \| Hirudovirus \| \| \| \| \| \| Acanthamoeba polyphaga mimivirus (ApMV M1, Shirakoma, Kasai) \| \| \| \| |
|  | |
|  | Hirudovirus                                                                                                  |
|  | |
|  | Acanthamoeba polyphaga mimivirus (ApMV M1, Shirakoma, Kasai)                                                 |
|  | |

|  | Hirudovirus                                                  |
|  |                                                              |
|  | Acanthamoeba polyphaga mimivirus (ApMV M1, Shirakoma, Kasai) |
|  |                                                              |

|  | Acanthamoeba castellanii mamavirus (ACMV)                                                                    |
|  | |
|  | \| \| Hirudovirus \| \| \| \| \| \| Acanthamoeba polyphaga mimivirus (ApMV M1, Shirakoma, Kasai) \| \| \| \| |
|  | |
|  | Hirudovirus                                                                                                  |
|  | |
|  | Acanthamoeba polyphaga mimivirus (ApMV M1, Shirakoma, Kasai)                                                 |
|  | |

|  | Hirudovirus                                                  |
|  |                                                              |
|  | Acanthamoeba polyphaga mimivirus (ApMV M1, Shirakoma, Kasai) |
|  |                                                              |

|  | Acanthamoeba castellanii mamavirus (ACMV)                                                                    |
|  | |
|  | \| \| Hirudovirus \| \| \| \| \| \| Acanthamoeba polyphaga mimivirus (ApMV M1, Shirakoma, Kasai) \| \| \| \| |
|  | |
|  | Hirudovirus                                                                                                  |
|  | |
|  | Acanthamoeba polyphaga mimivirus (ApMV M1, Shirakoma, Kasai)                                                 |
|  | |

|  | Hirudovirus                                                  |
|  |                                                              |
|  | Acanthamoeba polyphaga mimivirus (ApMV M1, Shirakoma, Kasai) |
|  |                                                              |

|  | Acanthamoeba castellanii mamavirus (ACMV)                                                                    |
|  | |
|  | \| \| Hirudovirus \| \| \| \| \| \| Acanthamoeba polyphaga mimivirus (ApMV M1, Shirakoma, Kasai) \| \| \| \| |
|  | |
|  | Hirudovirus                                                                                                  |
|  | |
|  | Acanthamoeba polyphaga mimivirus (ApMV M1, Shirakoma, Kasai)                                                 |
|  | |

|  | Hirudovirus                                                  |
|  |                                                              |
|  | Acanthamoeba polyphaga mimivirus (ApMV M1, Shirakoma, Kasai) |
|  |                                                              |

|  | Acanthamoeba castellanii mamavirus (ACMV)                                                                    |
|  | |
|  | \| \| Hirudovirus \| \| \| \| \| \| Acanthamoeba polyphaga mimivirus (ApMV M1, Shirakoma, Kasai) \| \| \| \| |
|  | |
|  | Hirudovirus                                                                                                  |
|  | |
|  | Acanthamoeba polyphaga mimivirus (ApMV M1, Shirakoma, Kasai)                                                 |
|  | |

|  | Hirudovirus                                                  |
|  |                                                              |
|  | Acanthamoeba polyphaga mimivirus (ApMV M1, Shirakoma, Kasai) |
|  |                                                              |

|  | Acanthamoeba castellanii mamavirus (ACMV)                                                                    |
|  | |
|  | \| \| Hirudovirus \| \| \| \| \| \| Acanthamoeba polyphaga mimivirus (ApMV M1, Shirakoma, Kasai) \| \| \| \| |
|  | |
|  | Hirudovirus                                                                                                  |
|  | |
|  | Acanthamoeba polyphaga mimivirus (ApMV M1, Shirakoma, Kasai)                                                 |
|  | |

|  | Hirudovirus                                                  |
|  |                                                              |
|  | Acanthamoeba polyphaga mimivirus (ApMV M1, Shirakoma, Kasai) |
|  |                                                              |

|  | Acanthamoeba castellanii mamavirus (ACMV)                                                                    |
|  | |
|  | \| \| Hirudovirus \| \| \| \| \| \| Acanthamoeba polyphaga mimivirus (ApMV M1, Shirakoma, Kasai) \| \| \| \| |
|  | |
|  | Hirudovirus                                                                                                  |
|  | |
|  | Acanthamoeba polyphaga mimivirus (ApMV M1, Shirakoma, Kasai)                                                 |
|  | |

|  | Hirudovirus                                                  |
|  |                                                              |
|  | Acanthamoeba polyphaga mimivirus (ApMV M1, Shirakoma, Kasai) |
|  |                                                              |

|  | Acanthamoeba castellanii mamavirus (ACMV)                                                                    |
|  | |
|  | \| \| Hirudovirus \| \| \| \| \| \| Acanthamoeba polyphaga mimivirus (ApMV M1, Shirakoma, Kasai) \| \| \| \| |
|  | |
|  | Hirudovirus                                                                                                  |
|  | |
|  | Acanthamoeba polyphaga mimivirus (ApMV M1, Shirakoma, Kasai)                                                 |
|  | |

|  | Hirudovirus                                                  |
|  |                                                              |
|  | Acanthamoeba polyphaga mimivirus (ApMV M1, Shirakoma, Kasai) |
|  |                                                              |

|  | Acanthamoeba castellanii mamavirus (ACMV)                                                                    |
|  | |
|  | \| \| Hirudovirus \| \| \| \| \| \| Acanthamoeba polyphaga mimivirus (ApMV M1, Shirakoma, Kasai) \| \| \| \| |
|  | |
|  | Hirudovirus                                                                                                  |
|  | |
|  | Acanthamoeba polyphaga mimivirus (ApMV M1, Shirakoma, Kasai)                                                 |
|  | |

|  | Hirudovirus                                                  |
|  |                                                              |
|  | Acanthamoeba polyphaga mimivirus (ApMV M1, Shirakoma, Kasai) |
|  |                                                              |

|  | Acanthamoeba castellanii mamavirus (ACMV)                                                                    |
|  | |
|  | \| \| Hirudovirus \| \| \| \| \| \| Acanthamoeba polyphaga mimivirus (ApMV M1, Shirakoma, Kasai) \| \| \| \| |
|  | |
|  | Hirudovirus                                                                                                  |
|  | |
|  | Acanthamoeba polyphaga mimivirus (ApMV M1, Shirakoma, Kasai)                                                 |
|  | |

|  | Hirudovirus                                                  |
|  |                                                              |
|  | Acanthamoeba polyphaga mimivirus (ApMV M1, Shirakoma, Kasai) |
|  |                                                              |

|  | Acanthamoeba castellanii mamavirus (ACMV)                                                                    |
|  | |
|  | \| \| Hirudovirus \| \| \| \| \| \| Acanthamoeba polyphaga mimivirus (ApMV M1, Shirakoma, Kasai) \| \| \| \| |
|  | |
|  | Hirudovirus                                                                                                  |
|  | |
|  | Acanthamoeba polyphaga mimivirus (ApMV M1, Shirakoma, Kasai)                                                 |
|  | |

|  | Hirudovirus                                                  |
|  |                                                              |
|  | Acanthamoeba polyphaga mimivirus (ApMV M1, Shirakoma, Kasai) |
|  |                                                              |

|  | Acanthamoeba castellanii mamavirus (ACMV)                                                                    |
|  | |
|  | \| \| Hirudovirus \| \| \| \| \| \| Acanthamoeba polyphaga mimivirus (ApMV M1, Shirakoma, Kasai) \| \| \| \| |
|  | |
|  | Hirudovirus                                                                                                  |
|  | |
|  | Acanthamoeba polyphaga mimivirus (ApMV M1, Shirakoma, Kasai)                                                 |
|  | |

|  | Hirudovirus                                                  |
|  |                                                              |
|  | Acanthamoeba polyphaga mimivirus (ApMV M1, Shirakoma, Kasai) |
|  |                                                              |

|  | Acanthamoeba castellanii mamavirus (ACMV)                                                                    |
|  | |
|  | \| \| Hirudovirus \| \| \| \| \| \| Acanthamoeba polyphaga mimivirus (ApMV M1, Shirakoma, Kasai) \| \| \| \| |
|  | |
|  | Hirudovirus                                                                                                  |
|  | |
|  | Acanthamoeba polyphaga mimivirus (ApMV M1, Shirakoma, Kasai)                                                 |
|  | |

|  | Hirudovirus                                                  |
|  |                                                              |
|  | Acanthamoeba polyphaga mimivirus (ApMV M1, Shirakoma, Kasai) |
|  |                                                              |

|  | Acanthamoeba castellanii mamavirus (ACMV)                                                                    |
|  | |
|  | \| \| Hirudovirus \| \| \| \| \| \| Acanthamoeba polyphaga mimivirus (ApMV M1, Shirakoma, Kasai) \| \| \| \| |
|  | |
|  | Hirudovirus                                                                                                  |
|  | |
|  | Acanthamoeba polyphaga mimivirus (ApMV M1, Shirakoma, Kasai)                                                 |
|  | |

|  | Hirudovirus                                                  |
|  |                                                              |
|  | Acanthamoeba polyphaga mimivirus (ApMV M1, Shirakoma, Kasai) |
|  |                                                              |

|  | Acanthamoeba castellanii mamavirus (ACMV)                                                                    |
|  | |
|  | \| \| Hirudovirus \| \| \| \| \| \| Acanthamoeba polyphaga mimivirus (ApMV M1, Shirakoma, Kasai) \| \| \| \| |
|  | |
|  | Hirudovirus                                                                                                  |
|  | |
|  | Acanthamoeba polyphaga mimivirus (ApMV M1, Shirakoma, Kasai)                                                 |
|  | |

|  | Hirudovirus                                                  |
|  |                                                              |
|  | Acanthamoeba polyphaga mimivirus (ApMV M1, Shirakoma, Kasai) |
|  |                                                              |

|  | Acanthamoeba castellanii mamavirus (ACMV)                                                                    |
|  | |
|  | \| \| Hirudovirus \| \| \| \| \| \| Acanthamoeba polyphaga mimivirus (ApMV M1, Shirakoma, Kasai) \| \| \| \| |
|  | |
|  | Hirudovirus                                                                                                  |
|  | |
|  | Acanthamoeba polyphaga mimivirus (ApMV M1, Shirakoma, Kasai)                                                 |
|  | |

|  | Hirudovirus                                                  |
|  |                                                              |
|  | Acanthamoeba polyphaga mimivirus (ApMV M1, Shirakoma, Kasai) |
|  |                                                              |

|  | Acanthamoeba castellanii mamavirus (ACMV)                                                                    |
|  | |
|  | \| \| Hirudovirus \| \| \| \| \| \| Acanthamoeba polyphaga mimivirus (ApMV M1, Shirakoma, Kasai) \| \| \| \| |
|  | |
|  | Hirudovirus                                                                                                  |
|  | |
|  | Acanthamoeba polyphaga mimivirus (ApMV M1, Shirakoma, Kasai)                                                 |
|  | |

|  | Hirudovirus                                                  |
|  |                                                              |
|  | Acanthamoeba polyphaga mimivirus (ApMV M1, Shirakoma, Kasai) |
|  |                                                              |

|  | Acanthamoeba castellanii mamavirus (ACMV)                                                                    |
|  | |
|  | \| \| Hirudovirus \| \| \| \| \| \| Acanthamoeba polyphaga mimivirus (ApMV M1, Shirakoma, Kasai) \| \| \| \| |
|  | |
|  | Hirudovirus                                                                                                  |
|  | |
|  | Acanthamoeba polyphaga mimivirus (ApMV M1, Shirakoma, Kasai)                                                 |
|  | |

|  | Hirudovirus                                                  |
|  |                                                              |
|  | Acanthamoeba polyphaga mimivirus (ApMV M1, Shirakoma, Kasai) |
|  |                                                              |

|  | Acanthamoeba castellanii mamavirus (ACMV)                                                                    |
|  | |
|  | \| \| Hirudovirus \| \| \| \| \| \| Acanthamoeba polyphaga mimivirus (ApMV M1, Shirakoma, Kasai) \| \| \| \| |
|  | |
|  | Hirudovirus                                                                                                  |
|  | |
|  | Acanthamoeba polyphaga mimivirus (ApMV M1, Shirakoma, Kasai)                                                 |
|  | |

|  | Hirudovirus                                                  |
|  |                                                              |
|  | Acanthamoeba polyphaga mimivirus (ApMV M1, Shirakoma, Kasai) |
|  |                                                              |

|  | Acanthamoeba castellanii mamavirus (ACMV)                                                                    |
|  | |
|  | \| \| Hirudovirus \| \| \| \| \| \| Acanthamoeba polyphaga mimivirus (ApMV M1, Shirakoma, Kasai) \| \| \| \| |
|  | |
|  | Hirudovirus                                                                                                  |
|  | |
|  | Acanthamoeba polyphaga mimivirus (ApMV M1, Shirakoma, Kasai)                                                 |
|  | |

|  | Hirudovirus                                                  |
|  |                                                              |
|  | Acanthamoeba polyphaga mimivirus (ApMV M1, Shirakoma, Kasai) |
|  |                                                              |

|  | Acanthamoeba castellanii mamavirus (ACMV)                                                                    |
|  | |
|  | \| \| Hirudovirus \| \| \| \| \| \| Acanthamoeba polyphaga mimivirus (ApMV M1, Shirakoma, Kasai) \| \| \| \| |
|  | |
|  | Hirudovirus                                                                                                  |
|  | |
|  | Acanthamoeba polyphaga mimivirus (ApMV M1, Shirakoma, Kasai)                                                 |
|  | |

|  | Hirudovirus                                                  |
|  |                                                              |
|  | Acanthamoeba polyphaga mimivirus (ApMV M1, Shirakoma, Kasai) |
|  |                                                              |

|  | Acanthamoeba castellanii mamavirus (ACMV)                                                                    |
|  | |
|  | \| \| Hirudovirus \| \| \| \| \| \| Acanthamoeba polyphaga mimivirus (ApMV M1, Shirakoma, Kasai) \| \| \| \| |
|  | |
|  | Hirudovirus                                                                                                  |
|  | |
|  | Acanthamoeba polyphaga mimivirus (ApMV M1, Shirakoma, Kasai)                                                 |
|  | |

|  | Hirudovirus                                                  |
|  |                                                              |
|  | Acanthamoeba polyphaga mimivirus (ApMV M1, Shirakoma, Kasai) |
|  |                                                              |

|  | Acanthamoeba castellanii mamavirus (ACMV)                                                                    |
|  | |
|  | \| \| Hirudovirus \| \| \| \| \| \| Acanthamoeba polyphaga mimivirus (ApMV M1, Shirakoma, Kasai) \| \| \| \| |
|  | |
|  | Hirudovirus                                                                                                  |
|  | |
|  | Acanthamoeba polyphaga mimivirus (ApMV M1, Shirakoma, Kasai)                                                 |
|  | |

|  | Hirudovirus                                                  |
|  |                                                              |
|  | Acanthamoeba polyphaga mimivirus (ApMV M1, Shirakoma, Kasai) |
|  |                                                              |

|  | Acanthamoeba castellanii mamavirus (ACMV)                                                                    |
|  | |
|  | \| \| Hirudovirus \| \| \| \| \| \| Acanthamoeba polyphaga mimivirus (ApMV M1, Shirakoma, Kasai) \| \| \| \| |
|  | |
|  | Hirudovirus                                                                                                  |
|  | |
|  | Acanthamoeba polyphaga mimivirus (ApMV M1, Shirakoma, Kasai)                                                 |
|  | |

|  | Hirudovirus                                                  |
|  |                                                              |
|  | Acanthamoeba polyphaga mimivirus (ApMV M1, Shirakoma, Kasai) |
|  |                                                              |

|  | Acanthamoeba castellanii mamavirus (ACMV)                                                                    |
|  | |
|  | \| \| Hirudovirus \| \| \| \| \| \| Acanthamoeba polyphaga mimivirus (ApMV M1, Shirakoma, Kasai) \| \| \| \| |
|  | |
|  | Hirudovirus                                                                                                  |
|  | |
|  | Acanthamoeba polyphaga mimivirus (ApMV M1, Shirakoma, Kasai)                                                 |
|  | |

|  | Hirudovirus                                                  |
|  |                                                              |
|  | Acanthamoeba polyphaga mimivirus (ApMV M1, Shirakoma, Kasai) |
|  |                                                              |

|  | Acanthamoeba castellanii mamavirus (ACMV)                                                                    |
|  | |
|  | \| \| Hirudovirus \| \| \| \| \| \| Acanthamoeba polyphaga mimivirus (ApMV M1, Shirakoma, Kasai) \| \| \| \| |
|  | |
|  | Hirudovirus                                                                                                  |
|  | |
|  | Acanthamoeba polyphaga mimivirus (ApMV M1, Shirakoma, Kasai)                                                 |
|  | |

|  | Hirudovirus                                                  |
|  |                                                              |
|  | Acanthamoeba polyphaga mimivirus (ApMV M1, Shirakoma, Kasai) |
|  |                                                              |

|  | Acanthamoeba castellanii mamavirus (ACMV)                                                                    |
|  | |
|  | \| \| Hirudovirus \| \| \| \| \| \| Acanthamoeba polyphaga mimivirus (ApMV M1, Shirakoma, Kasai) \| \| \| \| |
|  | |
|  | Hirudovirus                                                                                                  |
|  | |
|  | Acanthamoeba polyphaga mimivirus (ApMV M1, Shirakoma, Kasai)                                                 |
|  | |

|  | Hirudovirus                                                  |
|  |                                                              |
|  | Acanthamoeba polyphaga mimivirus (ApMV M1, Shirakoma, Kasai) |
|  |                                                              |

|  | Acanthamoeba castellanii mamavirus (ACMV)                                                                    |
|  | |
|  | \| \| Hirudovirus \| \| \| \| \| \| Acanthamoeba polyphaga mimivirus (ApMV M1, Shirakoma, Kasai) \| \| \| \| |
|  | |
|  | Hirudovirus                                                                                                  |
|  | |
|  | Acanthamoeba polyphaga mimivirus (ApMV M1, Shirakoma, Kasai)                                                 |
|  | |

|  | Hirudovirus                                                  |
|  |                                                              |
|  | Acanthamoeba polyphaga mimivirus (ApMV M1, Shirakoma, Kasai) |
|  |                                                              |

|  | Acanthamoeba castellanii mamavirus (ACMV)                                                                    |
|  | |
|  | \| \| Hirudovirus \| \| \| \| \| \| Acanthamoeba polyphaga mimivirus (ApMV M1, Shirakoma, Kasai) \| \| \| \| |
|  | |
|  | Hirudovirus                                                                                                  |
|  | |
|  | Acanthamoeba polyphaga mimivirus (ApMV M1, Shirakoma, Kasai)                                                 |
|  | |

|  | Hirudovirus                                                  |
|  |                                                              |
|  | Acanthamoeba polyphaga mimivirus (ApMV M1, Shirakoma, Kasai) |
|  |                                                              |

|  | Acanthamoeba castellanii mamavirus (ACMV)                                                                    |
|  | |
|  | \| \| Hirudovirus \| \| \| \| \| \| Acanthamoeba polyphaga mimivirus (ApMV M1, Shirakoma, Kasai) \| \| \| \| |
|  | |
|  | Hirudovirus                                                                                                  |
|  | |
|  | Acanthamoeba polyphaga mimivirus (ApMV M1, Shirakoma, Kasai)                                                 |
|  | |

|  | Hirudovirus                                                  |
|  |                                                              |
|  | Acanthamoeba polyphaga mimivirus (ApMV M1, Shirakoma, Kasai) |
|  |                                                              |

|  | Acanthamoeba castellanii mamavirus (ACMV)                                                                    |
|  | |
|  | \| \| Hirudovirus \| \| \| \| \| \| Acanthamoeba polyphaga mimivirus (ApMV M1, Shirakoma, Kasai) \| \| \| \| |
|  | |
|  | Hirudovirus                                                                                                  |
|  | |
|  | Acanthamoeba polyphaga mimivirus (ApMV M1, Shirakoma, Kasai)                                                 |
|  | |

|  | Hirudovirus                                                  |
|  |                                                              |
|  | Acanthamoeba polyphaga mimivirus (ApMV M1, Shirakoma, Kasai) |
|  |                                                              |

|  | Acanthamoeba castellanii mamavirus (ACMV)                                                                    |
|  | |
|  | \| \| Hirudovirus \| \| \| \| \| \| Acanthamoeba polyphaga mimivirus (ApMV M1, Shirakoma, Kasai) \| \| \| \| |
|  | |
|  | Hirudovirus                                                                                                  |
|  | |
|  | Acanthamoeba polyphaga mimivirus (ApMV M1, Shirakoma, Kasai)                                                 |
|  | |

|  | Hirudovirus                                                  |
|  |                                                              |
|  | Acanthamoeba polyphaga mimivirus (ApMV M1, Shirakoma, Kasai) |
|  |                                                              |

|  | Acanthamoeba castellanii mamavirus (ACMV)                                                                    |
|  | |
|  | \| \| Hirudovirus \| \| \| \| \| \| Acanthamoeba polyphaga mimivirus (ApMV M1, Shirakoma, Kasai) \| \| \| \| |
|  | |
|  | Hirudovirus                                                                                                  |
|  | |
|  | Acanthamoeba polyphaga mimivirus (ApMV M1, Shirakoma, Kasai)                                                 |
|  | |

|  | Hirudovirus                                                  |
|  |                                                              |
|  | Acanthamoeba polyphaga mimivirus (ApMV M1, Shirakoma, Kasai) |
|  |                                                              |

|  | Acanthamoeba castellanii mamavirus (ACMV)                                                                    |
|  | |
|  | \| \| Hirudovirus \| \| \| \| \| \| Acanthamoeba polyphaga mimivirus (ApMV M1, Shirakoma, Kasai) \| \| \| \| |
|  | |
|  | Hirudovirus                                                                                                  |
|  | |
|  | Acanthamoeba polyphaga mimivirus (ApMV M1, Shirakoma, Kasai)                                                 |
|  | |

|  | Hirudovirus                                                  |
|  |                                                              |
|  | Acanthamoeba polyphaga mimivirus (ApMV M1, Shirakoma, Kasai) |
|  |                                                              |

|  | Acanthamoeba castellanii mamavirus (ACMV)                                                                    |
|  | |
|  | \| \| Hirudovirus \| \| \| \| \| \| Acanthamoeba polyphaga mimivirus (ApMV M1, Shirakoma, Kasai) \| \| \| \| |
|  | |
|  | Hirudovirus                                                                                                  |
|  | |
|  | Acanthamoeba polyphaga mimivirus (ApMV M1, Shirakoma, Kasai)                                                 |
|  | |

|  | Hirudovirus                                                  |
|  |                                                              |
|  | Acanthamoeba polyphaga mimivirus (ApMV M1, Shirakoma, Kasai) |
|  |                                                              |

|  | Acanthamoeba castellanii mamavirus (ACMV)                                                                    |
|  | |
|  | \| \| Hirudovirus \| \| \| \| \| \| Acanthamoeba polyphaga mimivirus (ApMV M1, Shirakoma, Kasai) \| \| \| \| |
|  | |
|  | Hirudovirus                                                                                                  |
|  | |
|  | Acanthamoeba polyphaga mimivirus (ApMV M1, Shirakoma, Kasai)                                                 |
|  | |

|  | Hirudovirus                                                  |
|  |                                                              |
|  | Acanthamoeba polyphaga mimivirus (ApMV M1, Shirakoma, Kasai) |
|  |                                                              |

|  | Acanthamoeba castellanii mamavirus (ACMV)                                                                    |
|  | |
|  | \| \| Hirudovirus \| \| \| \| \| \| Acanthamoeba polyphaga mimivirus (ApMV M1, Shirakoma, Kasai) \| \| \| \| |
|  | |
|  | Hirudovirus                                                                                                  |
|  | |
|  | Acanthamoeba polyphaga mimivirus (ApMV M1, Shirakoma, Kasai)                                                 |
|  | |

|  | Hirudovirus                                                  |
|  |                                                              |
|  | Acanthamoeba polyphaga mimivirus (ApMV M1, Shirakoma, Kasai) |
|  |                                                              |

|  | Acanthamoeba castellanii mamavirus (ACMV)                                                                    |
|  | |
|  | \| \| Hirudovirus \| \| \| \| \| \| Acanthamoeba polyphaga mimivirus (ApMV M1, Shirakoma, Kasai) \| \| \| \| |
|  | |
|  | Hirudovirus                                                                                                  |
|  | |
|  | Acanthamoeba polyphaga mimivirus (ApMV M1, Shirakoma, Kasai)                                                 |
|  | |

|  | Hirudovirus                                                  |
|  |                                                              |
|  | Acanthamoeba polyphaga mimivirus (ApMV M1, Shirakoma, Kasai) |
|  |                                                              |

|  | Acanthamoeba castellanii mamavirus (ACMV)                                                                    |
|  | |
|  | \| \| Hirudovirus \| \| \| \| \| \| Acanthamoeba polyphaga mimivirus (ApMV M1, Shirakoma, Kasai) \| \| \| \| |
|  | |
|  | Hirudovirus                                                                                                  |
|  | |
|  | Acanthamoeba polyphaga mimivirus (ApMV M1, Shirakoma, Kasai)                                                 |
|  | |

|  | Hirudovirus                                                  |
|  |                                                              |
|  | Acanthamoeba polyphaga mimivirus (ApMV M1, Shirakoma, Kasai) |
|  |                                                              |

|  | Acanthamoeba castellanii mamavirus (ACMV)                                                                    |
|  | |
|  | \| \| Hirudovirus \| \| \| \| \| \| Acanthamoeba polyphaga mimivirus (ApMV M1, Shirakoma, Kasai) \| \| \| \| |
|  | |
|  | Hirudovirus                                                                                                  |
|  | |
|  | Acanthamoeba polyphaga mimivirus (ApMV M1, Shirakoma, Kasai)                                                 |
|  | |

|  | Hirudovirus                                                  |
|  |                                                              |
|  | Acanthamoeba polyphaga mimivirus (ApMV M1, Shirakoma, Kasai) |
|  |                                                              |

|  | Acanthamoeba castellanii mamavirus (ACMV)                                                                    |
|  | |
|  | \| \| Hirudovirus \| \| \| \| \| \| Acanthamoeba polyphaga mimivirus (ApMV M1, Shirakoma, Kasai) \| \| \| \| |
|  | |
|  | Hirudovirus                                                                                                  |
|  | |
|  | Acanthamoeba polyphaga mimivirus (ApMV M1, Shirakoma, Kasai)                                                 |
|  | |

|  | Hirudovirus                                                  |
|  |                                                              |
|  | Acanthamoeba polyphaga mimivirus (ApMV M1, Shirakoma, Kasai) |
|  |                                                              |

|  | Acanthamoeba castellanii mamavirus (ACMV)                                                                    |
|  | |
|  | \| \| Hirudovirus \| \| \| \| \| \| Acanthamoeba polyphaga mimivirus (ApMV M1, Shirakoma, Kasai) \| \| \| \| |
|  | |
|  | Hirudovirus                                                                                                  |
|  | |
|  | Acanthamoeba polyphaga mimivirus (ApMV M1, Shirakoma, Kasai)                                                 |
|  | |

|  | Hirudovirus                                                  |
|  |                                                              |
|  | Acanthamoeba polyphaga mimivirus (ApMV M1, Shirakoma, Kasai) |
|  |                                                              |

|  | Acanthamoeba castellanii mamavirus (ACMV)                                                                    |
|  | |
|  | \| \| Hirudovirus \| \| \| \| \| \| Acanthamoeba polyphaga mimivirus (ApMV M1, Shirakoma, Kasai) \| \| \| \| |
|  | |
|  | Hirudovirus                                                                                                  |
|  | |
|  | Acanthamoeba polyphaga mimivirus (ApMV M1, Shirakoma, Kasai)                                                 |
|  | |

|  | Hirudovirus                                                  |
|  |                                                              |
|  | Acanthamoeba polyphaga mimivirus (ApMV M1, Shirakoma, Kasai) |
|  |                                                              |

|  | Acanthamoeba castellanii mamavirus (ACMV)                                                                    |
|  | |
|  | \| \| Hirudovirus \| \| \| \| \| \| Acanthamoeba polyphaga mimivirus (ApMV M1, Shirakoma, Kasai) \| \| \| \| |
|  | |
|  | Hirudovirus                                                                                                  |
|  | |
|  | Acanthamoeba polyphaga mimivirus (ApMV M1, Shirakoma, Kasai)                                                 |
|  | |

|  | Hirudovirus                                                  |
|  |                                                              |
|  | Acanthamoeba polyphaga mimivirus (ApMV M1, Shirakoma, Kasai) |
|  |                                                              |

|  | Acanthamoeba castellanii mamavirus (ACMV)                                                                    |
|  | |
|  | \| \| Hirudovirus \| \| \| \| \| \| Acanthamoeba polyphaga mimivirus (ApMV M1, Shirakoma, Kasai) \| \| \| \| |
|  | |
|  | Hirudovirus                                                                                                  |
|  | |
|  | Acanthamoeba polyphaga mimivirus (ApMV M1, Shirakoma, Kasai)                                                 |
|  | |

|  | Hirudovirus                                                  |
|  |                                                              |
|  | Acanthamoeba polyphaga mimivirus (ApMV M1, Shirakoma, Kasai) |
|  |                                                              |

|  | Acanthamoeba castellanii mamavirus (ACMV)                                                                    |
|  | |
|  | \| \| Hirudovirus \| \| \| \| \| \| Acanthamoeba polyphaga mimivirus (ApMV M1, Shirakoma, Kasai) \| \| \| \| |
|  | |
|  | Hirudovirus                                                                                                  |
|  | |
|  | Acanthamoeba polyphaga mimivirus (ApMV M1, Shirakoma, Kasai)                                                 |
|  | |

|  | Hirudovirus                                                  |
|  |                                                              |
|  | Acanthamoeba polyphaga mimivirus (ApMV M1, Shirakoma, Kasai) |
|  |                                                              |

|  | Acanthamoeba castellanii mamavirus (ACMV)                                                                    |
|  | |
|  | \| \| Hirudovirus \| \| \| \| \| \| Acanthamoeba polyphaga mimivirus (ApMV M1, Shirakoma, Kasai) \| \| \| \| |
|  | |
|  | Hirudovirus                                                                                                  |
|  | |
|  | Acanthamoeba polyphaga mimivirus (ApMV M1, Shirakoma, Kasai)                                                 |
|  | |

|  | Hirudovirus                                                  |
|  |                                                              |
|  | Acanthamoeba polyphaga mimivirus (ApMV M1, Shirakoma, Kasai) |
|  |                                                              |

|  | Acanthamoeba castellanii mamavirus (ACMV)                                                                    |
|  | |
|  | \| \| Hirudovirus \| \| \| \| \| \| Acanthamoeba polyphaga mimivirus (ApMV M1, Shirakoma, Kasai) \| \| \| \| |
|  | |
|  | Hirudovirus                                                                                                  |
|  | |
|  | Acanthamoeba polyphaga mimivirus (ApMV M1, Shirakoma, Kasai)                                                 |
|  | |

|  | Hirudovirus                                                  |
|  |                                                              |
|  | Acanthamoeba polyphaga mimivirus (ApMV M1, Shirakoma, Kasai) |
|  |                                                              |

|  | Acanthamoeba castellanii mamavirus (ACMV)                                                                    |
|  | |
|  | \| \| Hirudovirus \| \| \| \| \| \| Acanthamoeba polyphaga mimivirus (ApMV M1, Shirakoma, Kasai) \| \| \| \| |
|  | |
|  | Hirudovirus                                                                                                  |
|  | |
|  | Acanthamoeba polyphaga mimivirus (ApMV M1, Shirakoma, Kasai)                                                 |
|  | |

|  | Hirudovirus                                                  |
|  |                                                              |
|  | Acanthamoeba polyphaga mimivirus (ApMV M1, Shirakoma, Kasai) |
|  |                                                              |

|  | Acanthamoeba castellanii mamavirus (ACMV)                                                                    |
|  | |
|  | \| \| Hirudovirus \| \| \| \| \| \| Acanthamoeba polyphaga mimivirus (ApMV M1, Shirakoma, Kasai) \| \| \| \| |
|  | |
|  | Hirudovirus                                                                                                  |
|  | |
|  | Acanthamoeba polyphaga mimivirus (ApMV M1, Shirakoma, Kasai)                                                 |
|  | |

|  | Hirudovirus                                                  |
|  |                                                              |
|  | Acanthamoeba polyphaga mimivirus (ApMV M1, Shirakoma, Kasai) |
|  |                                                              |

|  | Acanthamoeba castellanii mamavirus (ACMV)                                                                    |
|  | |
|  | \| \| Hirudovirus \| \| \| \| \| \| Acanthamoeba polyphaga mimivirus (ApMV M1, Shirakoma, Kasai) \| \| \| \| |
|  | |
|  | Hirudovirus                                                                                                  |
|  | |
|  | Acanthamoeba polyphaga mimivirus (ApMV M1, Shirakoma, Kasai)                                                 |
|  | |

|  | Hirudovirus                                                  |
|  |                                                              |
|  | Acanthamoeba polyphaga mimivirus (ApMV M1, Shirakoma, Kasai) |
|  |                                                              |

|  | Acanthamoeba castellanii mamavirus (ACMV)                                                                    |
|  | |
|  | \| \| Hirudovirus \| \| \| \| \| \| Acanthamoeba polyphaga mimivirus (ApMV M1, Shirakoma, Kasai) \| \| \| \| |
|  | |
|  | Hirudovirus                                                                                                  |
|  | |
|  | Acanthamoeba polyphaga mimivirus (ApMV M1, Shirakoma, Kasai)                                                 |
|  | |

|  | Hirudovirus                                                  |
|  |                                                              |
|  | Acanthamoeba polyphaga mimivirus (ApMV M1, Shirakoma, Kasai) |
|  |                                                              |

|  | Acanthamoeba castellanii mamavirus (ACMV)                                                                    |
|  | |
|  | \| \| Hirudovirus \| \| \| \| \| \| Acanthamoeba polyphaga mimivirus (ApMV M1, Shirakoma, Kasai) \| \| \| \| |
|  | |
|  | Hirudovirus                                                                                                  |
|  | |
|  | Acanthamoeba polyphaga mimivirus (ApMV M1, Shirakoma, Kasai)                                                 |
|  | |

|  | Hirudovirus                                                  |
|  |                                                              |
|  | Acanthamoeba polyphaga mimivirus (ApMV M1, Shirakoma, Kasai) |
|  |                                                              |

|  | Acanthamoeba castellanii mamavirus (ACMV)                                                                    |
|  | |
|  | \| \| Hirudovirus \| \| \| \| \| \| Acanthamoeba polyphaga mimivirus (ApMV M1, Shirakoma, Kasai) \| \| \| \| |
|  | |
|  | Hirudovirus                                                                                                  |
|  | |
|  | Acanthamoeba polyphaga mimivirus (ApMV M1, Shirakoma, Kasai)                                                 |
|  | |

|  | Hirudovirus                                                  |
|  |                                                              |
|  | Acanthamoeba polyphaga mimivirus (ApMV M1, Shirakoma, Kasai) |
|  |                                                              |

|  | Acanthamoeba castellanii mamavirus (ACMV)                                                                    |
|  | |
|  | \| \| Hirudovirus \| \| \| \| \| \| Acanthamoeba polyphaga mimivirus (ApMV M1, Shirakoma, Kasai) \| \| \| \| |
|  | |
|  | Hirudovirus                                                                                                  |
|  | |
|  | Acanthamoeba polyphaga mimivirus (ApMV M1, Shirakoma, Kasai)                                                 |
|  | |

|  | Hirudovirus                                                  |
|  |                                                              |
|  | Acanthamoeba polyphaga mimivirus (ApMV M1, Shirakoma, Kasai) |
|  |                                                              |

|  | Acanthamoeba castellanii mamavirus (ACMV)                                                                    |
|  | |
|  | \| \| Hirudovirus \| \| \| \| \| \| Acanthamoeba polyphaga mimivirus (ApMV M1, Shirakoma, Kasai) \| \| \| \| |
|  | |
|  | Hirudovirus                                                                                                  |
|  | |
|  | Acanthamoeba polyphaga mimivirus (ApMV M1, Shirakoma, Kasai)                                                 |
|  | |

|  | Hirudovirus                                                  |
|  |                                                              |
|  | Acanthamoeba polyphaga mimivirus (ApMV M1, Shirakoma, Kasai) |
|  |                                                              |

|  | Acanthamoeba castellanii mamavirus (ACMV)                                                                    |
|  | |
|  | \| \| Hirudovirus \| \| \| \| \| \| Acanthamoeba polyphaga mimivirus (ApMV M1, Shirakoma, Kasai) \| \| \| \| |
|  | |
|  | Hirudovirus                                                                                                  |
|  | |
|  | Acanthamoeba polyphaga mimivirus (ApMV M1, Shirakoma, Kasai)                                                 |
|  | |

|  | Hirudovirus                                                  |
|  |                                                              |
|  | Acanthamoeba polyphaga mimivirus (ApMV M1, Shirakoma, Kasai) |
|  |                                                              |

|  | Acanthamoeba castellanii mamavirus (ACMV)                                                                    |
|  | |
|  | \| \| Hirudovirus \| \| \| \| \| \| Acanthamoeba polyphaga mimivirus (ApMV M1, Shirakoma, Kasai) \| \| \| \| |
|  | |
|  | Hirudovirus                                                                                                  |
|  | |
|  | Acanthamoeba polyphaga mimivirus (ApMV M1, Shirakoma, Kasai)                                                 |
|  | |

|  | Hirudovirus                                                  |
|  |                                                              |
|  | Acanthamoeba polyphaga mimivirus (ApMV M1, Shirakoma, Kasai) |
|  |                                                              |

|  | Acanthamoeba castellanii mamavirus (ACMV)                                                                    |
|  | |
|  | \| \| Hirudovirus \| \| \| \| \| \| Acanthamoeba polyphaga mimivirus (ApMV M1, Shirakoma, Kasai) \| \| \| \| |
|  | |
|  | Hirudovirus                                                                                                  |
|  | |
|  | Acanthamoeba polyphaga mimivirus (ApMV M1, Shirakoma, Kasai)                                                 |
|  | |

|  | Hirudovirus                                                  |
|  |                                                              |
|  | Acanthamoeba polyphaga mimivirus (ApMV M1, Shirakoma, Kasai) |
|  |                                                              |

|  | Acanthamoeba castellanii mamavirus (ACMV)                                                                    |
|  | |
|  | \| \| Hirudovirus \| \| \| \| \| \| Acanthamoeba polyphaga mimivirus (ApMV M1, Shirakoma, Kasai) \| \| \| \| |
|  | |
|  | Hirudovirus                                                                                                  |
|  | |
|  | Acanthamoeba polyphaga mimivirus (ApMV M1, Shirakoma, Kasai)                                                 |
|  | |

|  | Hirudovirus                                                  |
|  |                                                              |
|  | Acanthamoeba polyphaga mimivirus (ApMV M1, Shirakoma, Kasai) |
|  |                                                              |

|  | Acanthamoeba castellanii mamavirus (ACMV)                                                                    |
|  | |
|  | \| \| Hirudovirus \| \| \| \| \| \| Acanthamoeba polyphaga mimivirus (ApMV M1, Shirakoma, Kasai) \| \| \| \| |
|  | |
|  | Hirudovirus                                                                                                  |
|  | |
|  | Acanthamoeba polyphaga mimivirus (ApMV M1, Shirakoma, Kasai)                                                 |
|  | |

|  | Hirudovirus                                                  |
|  |                                                              |
|  | Acanthamoeba polyphaga mimivirus (ApMV M1, Shirakoma, Kasai) |
|  |                                                              |

|  | Acanthamoeba castellanii mamavirus (ACMV)                                                                    |
|  | |
|  | \| \| Hirudovirus \| \| \| \| \| \| Acanthamoeba polyphaga mimivirus (ApMV M1, Shirakoma, Kasai) \| \| \| \| |
|  | |
|  | Hirudovirus                                                                                                  |
|  | |
|  | Acanthamoeba polyphaga mimivirus (ApMV M1, Shirakoma, Kasai)                                                 |
|  | |

|  | Hirudovirus                                                  |
|  |                                                              |
|  | Acanthamoeba polyphaga mimivirus (ApMV M1, Shirakoma, Kasai) |
|  |                                                              |

|  | Moumouvirus (Linie B) |
|  |                       |
|  | Megavirus (Linie C)   |
|  |                       |

|  | Acanthamoeba castellanii mamavirus (ACMV)                                                                    |
|  | |
|  | \| \| Hirudovirus \| \| \| \| \| \| Acanthamoeba polyphaga mimivirus (ApMV M1, Shirakoma, Kasai) \| \| \| \| |
|  | |
|  | Hirudovirus                                                                                                  |
|  | |
|  | Acanthamoeba polyphaga mimivirus (ApMV M1, Shirakoma, Kasai)                                                 |
|  | |

|  | Hirudovirus                                                  |
|  |                                                              |
|  | Acanthamoeba polyphaga mimivirus (ApMV M1, Shirakoma, Kasai) |
|  |                                                              |

|  | Acanthamoeba castellanii mamavirus (ACMV)                                                                    |
|  | |
|  | \| \| Hirudovirus \| \| \| \| \| \| Acanthamoeba polyphaga mimivirus (ApMV M1, Shirakoma, Kasai) \| \| \| \| |
|  | |
|  | Hirudovirus                                                                                                  |
|  | |
|  | Acanthamoeba polyphaga mimivirus (ApMV M1, Shirakoma, Kasai)                                                 |
|  | |

|  | Hirudovirus                                                  |
|  |                                                              |
|  | Acanthamoeba polyphaga mimivirus (ApMV M1, Shirakoma, Kasai) |
|  |                                                              |

|  | Acanthamoeba castellanii mamavirus (ACMV)                                                                    |
|  | |
|  | \| \| Hirudovirus \| \| \| \| \| \| Acanthamoeba polyphaga mimivirus (ApMV M1, Shirakoma, Kasai) \| \| \| \| |
|  | |
|  | Hirudovirus                                                                                                  |
|  | |
|  | Acanthamoeba polyphaga mimivirus (ApMV M1, Shirakoma, Kasai)                                                 |
|  | |

|  | Hirudovirus                                                  |
|  |                                                              |
|  | Acanthamoeba polyphaga mimivirus (ApMV M1, Shirakoma, Kasai) |
|  |                                                              |

|  | Acanthamoeba castellanii mamavirus (ACMV)                                                                    |
|  | |
|  | \| \| Hirudovirus \| \| \| \| \| \| Acanthamoeba polyphaga mimivirus (ApMV M1, Shirakoma, Kasai) \| \| \| \| |
|  | |
|  | Hirudovirus                                                                                                  |
|  | |
|  | Acanthamoeba polyphaga mimivirus (ApMV M1, Shirakoma, Kasai)                                                 |
|  | |

|  | Hirudovirus                                                  |
|  |                                                              |
|  | Acanthamoeba polyphaga mimivirus (ApMV M1, Shirakoma, Kasai) |
|  |                                                              |

|  | Acanthamoeba castellanii mamavirus (ACMV)                                                                    |
|  | |
|  | \| \| Hirudovirus \| \| \| \| \| \| Acanthamoeba polyphaga mimivirus (ApMV M1, Shirakoma, Kasai) \| \| \| \| |
|  | |
|  | Hirudovirus                                                                                                  |
|  | |
|  | Acanthamoeba polyphaga mimivirus (ApMV M1, Shirakoma, Kasai)                                                 |
|  | |

|  | Hirudovirus                                                  |
|  |                                                              |
|  | Acanthamoeba polyphaga mimivirus (ApMV M1, Shirakoma, Kasai) |
|  |                                                              |

|  | Acanthamoeba castellanii mamavirus (ACMV)                                                                    |
|  | |
|  | \| \| Hirudovirus \| \| \| \| \| \| Acanthamoeba polyphaga mimivirus (ApMV M1, Shirakoma, Kasai) \| \| \| \| |
|  | |
|  | Hirudovirus                                                                                                  |
|  | |
|  | Acanthamoeba polyphaga mimivirus (ApMV M1, Shirakoma, Kasai)                                                 |
|  | |

|  | Hirudovirus                                                  |
|  |                                                              |
|  | Acanthamoeba polyphaga mimivirus (ApMV M1, Shirakoma, Kasai) |
|  |                                                              |

|  | Acanthamoeba castellanii mamavirus (ACMV)                                                                    |
|  | |
|  | \| \| Hirudovirus \| \| \| \| \| \| Acanthamoeba polyphaga mimivirus (ApMV M1, Shirakoma, Kasai) \| \| \| \| |
|  | |
|  | Hirudovirus                                                                                                  |
|  | |
|  | Acanthamoeba polyphaga mimivirus (ApMV M1, Shirakoma, Kasai)                                                 |
|  | |

|  | Hirudovirus                                                  |
|  |                                                              |
|  | Acanthamoeba polyphaga mimivirus (ApMV M1, Shirakoma, Kasai) |
|  |                                                              |

|  | Acanthamoeba castellanii mamavirus (ACMV)                                                                    |
|  | |
|  | \| \| Hirudovirus \| \| \| \| \| \| Acanthamoeba polyphaga mimivirus (ApMV M1, Shirakoma, Kasai) \| \| \| \| |
|  | |
|  | Hirudovirus                                                                                                  |
|  | |
|  | Acanthamoeba polyphaga mimivirus (ApMV M1, Shirakoma, Kasai)                                                 |
|  | |

|  | Hirudovirus                                                  |
|  |                                                              |
|  | Acanthamoeba polyphaga mimivirus (ApMV M1, Shirakoma, Kasai) |
|  |                                                              |

|  | Acanthamoeba castellanii mamavirus (ACMV)                                                                    |
|  | |
|  | \| \| Hirudovirus \| \| \| \| \| \| Acanthamoeba polyphaga mimivirus (ApMV M1, Shirakoma, Kasai) \| \| \| \| |
|  | |
|  | Hirudovirus                                                                                                  |
|  | |
|  | Acanthamoeba polyphaga mimivirus (ApMV M1, Shirakoma, Kasai)                                                 |
|  | |

|  | Hirudovirus                                                  |
|  |                                                              |
|  | Acanthamoeba polyphaga mimivirus (ApMV M1, Shirakoma, Kasai) |
|  |                                                              |

|  | Acanthamoeba castellanii mamavirus (ACMV)                                                                    |
|  | |
|  | \| \| Hirudovirus \| \| \| \| \| \| Acanthamoeba polyphaga mimivirus (ApMV M1, Shirakoma, Kasai) \| \| \| \| |
|  | |
|  | Hirudovirus                                                                                                  |
|  | |
|  | Acanthamoeba polyphaga mimivirus (ApMV M1, Shirakoma, Kasai)                                                 |
|  | |

|  | Hirudovirus                                                  |
|  |                                                              |
|  | Acanthamoeba polyphaga mimivirus (ApMV M1, Shirakoma, Kasai) |
|  |                                                              |

|  | Acanthamoeba castellanii mamavirus (ACMV)                                                                    |
|  | |
|  | \| \| Hirudovirus \| \| \| \| \| \| Acanthamoeba polyphaga mimivirus (ApMV M1, Shirakoma, Kasai) \| \| \| \| |
|  | |
|  | Hirudovirus                                                                                                  |
|  | |
|  | Acanthamoeba polyphaga mimivirus (ApMV M1, Shirakoma, Kasai)                                                 |
|  | |

|  | Hirudovirus                                                  |
|  |                                                              |
|  | Acanthamoeba polyphaga mimivirus (ApMV M1, Shirakoma, Kasai) |
|  |                                                              |

|  | Acanthamoeba castellanii mamavirus (ACMV)                                                                    |
|  | |
|  | \| \| Hirudovirus \| \| \| \| \| \| Acanthamoeba polyphaga mimivirus (ApMV M1, Shirakoma, Kasai) \| \| \| \| |
|  | |
|  | Hirudovirus                                                                                                  |
|  | |
|  | Acanthamoeba polyphaga mimivirus (ApMV M1, Shirakoma, Kasai)                                                 |
|  | |

|  | Hirudovirus                                                  |
|  |                                                              |
|  | Acanthamoeba polyphaga mimivirus (ApMV M1, Shirakoma, Kasai) |
|  |                                                              |

|  | Acanthamoeba castellanii mamavirus (ACMV)                                                                    |
|  | |
|  | \| \| Hirudovirus \| \| \| \| \| \| Acanthamoeba polyphaga mimivirus (ApMV M1, Shirakoma, Kasai) \| \| \| \| |
|  | |
|  | Hirudovirus                                                                                                  |
|  | |
|  | Acanthamoeba polyphaga mimivirus (ApMV M1, Shirakoma, Kasai)                                                 |
|  | |

|  | Hirudovirus                                                  |
|  |                                                              |
|  | Acanthamoeba polyphaga mimivirus (ApMV M1, Shirakoma, Kasai) |
|  |                                                              |

|  | Acanthamoeba castellanii mamavirus (ACMV)                                                                    |
|  | |
|  | \| \| Hirudovirus \| \| \| \| \| \| Acanthamoeba polyphaga mimivirus (ApMV M1, Shirakoma, Kasai) \| \| \| \| |
|  | |
|  | Hirudovirus                                                                                                  |
|  | |
|  | Acanthamoeba polyphaga mimivirus (ApMV M1, Shirakoma, Kasai)                                                 |
|  | |

|  | Hirudovirus                                                  |
|  |                                                              |
|  | Acanthamoeba polyphaga mimivirus (ApMV M1, Shirakoma, Kasai) |
|  |                                                              |

|  | Acanthamoeba castellanii mamavirus (ACMV)                                                                    |
|  | |
|  | \| \| Hirudovirus \| \| \| \| \| \| Acanthamoeba polyphaga mimivirus (ApMV M1, Shirakoma, Kasai) \| \| \| \| |
|  | |
|  | Hirudovirus                                                                                                  |
|  | |
|  | Acanthamoeba polyphaga mimivirus (ApMV M1, Shirakoma, Kasai)                                                 |
|  | |

|  | Hirudovirus                                                  |
|  |                                                              |
|  | Acanthamoeba polyphaga mimivirus (ApMV M1, Shirakoma, Kasai) |
|  |                                                              |

|  | Acanthamoeba castellanii mamavirus (ACMV)                                                                    |
|  | |
|  | \| \| Hirudovirus \| \| \| \| \| \| Acanthamoeba polyphaga mimivirus (ApMV M1, Shirakoma, Kasai) \| \| \| \| |
|  | |
|  | Hirudovirus                                                                                                  |
|  | |
|  | Acanthamoeba polyphaga mimivirus (ApMV M1, Shirakoma, Kasai)                                                 |
|  | |

|  | Hirudovirus                                                  |
|  |                                                              |
|  | Acanthamoeba polyphaga mimivirus (ApMV M1, Shirakoma, Kasai) |
|  |                                                              |

|  | Acanthamoeba castellanii mamavirus (ACMV)                                                                    |
|  | |
|  | \| \| Hirudovirus \| \| \| \| \| \| Acanthamoeba polyphaga mimivirus (ApMV M1, Shirakoma, Kasai) \| \| \| \| |
|  | |
|  | Hirudovirus                                                                                                  |
|  | |
|  | Acanthamoeba polyphaga mimivirus (ApMV M1, Shirakoma, Kasai)                                                 |
|  | |

|  | Hirudovirus                                                  |
|  |                                                              |
|  | Acanthamoeba polyphaga mimivirus (ApMV M1, Shirakoma, Kasai) |
|  |                                                              |

|  | Acanthamoeba castellanii mamavirus (ACMV)                                                                    |
|  | |
|  | \| \| Hirudovirus \| \| \| \| \| \| Acanthamoeba polyphaga mimivirus (ApMV M1, Shirakoma, Kasai) \| \| \| \| |
|  | |
|  | Hirudovirus                                                                                                  |
|  | |
|  | Acanthamoeba polyphaga mimivirus (ApMV M1, Shirakoma, Kasai)                                                 |
|  | |

|  | Hirudovirus                                                  |
|  |                                                              |
|  | Acanthamoeba polyphaga mimivirus (ApMV M1, Shirakoma, Kasai) |
|  |                                                              |

|  | Acanthamoeba castellanii mamavirus (ACMV)                                                                    |
|  | |
|  | \| \| Hirudovirus \| \| \| \| \| \| Acanthamoeba polyphaga mimivirus (ApMV M1, Shirakoma, Kasai) \| \| \| \| |
|  | |
|  | Hirudovirus                                                                                                  |
|  | |
|  | Acanthamoeba polyphaga mimivirus (ApMV M1, Shirakoma, Kasai)                                                 |
|  | |

|  | Hirudovirus                                                  |
|  |                                                              |
|  | Acanthamoeba polyphaga mimivirus (ApMV M1, Shirakoma, Kasai) |
|  |                                                              |

|  | Acanthamoeba castellanii mamavirus (ACMV)                                                                    |
|  | |
|  | \| \| Hirudovirus \| \| \| \| \| \| Acanthamoeba polyphaga mimivirus (ApMV M1, Shirakoma, Kasai) \| \| \| \| |
|  | |
|  | Hirudovirus                                                                                                  |
|  | |
|  | Acanthamoeba polyphaga mimivirus (ApMV M1, Shirakoma, Kasai)                                                 |
|  | |

|  | Hirudovirus                                                  |
|  |                                                              |
|  | Acanthamoeba polyphaga mimivirus (ApMV M1, Shirakoma, Kasai) |
|  |                                                              |

|  | Acanthamoeba castellanii mamavirus (ACMV)                                                                    |
|  | |
|  | \| \| Hirudovirus \| \| \| \| \| \| Acanthamoeba polyphaga mimivirus (ApMV M1, Shirakoma, Kasai) \| \| \| \| |
|  | |
|  | Hirudovirus                                                                                                  |
|  | |
|  | Acanthamoeba polyphaga mimivirus (ApMV M1, Shirakoma, Kasai)                                                 |
|  | |

|  | Hirudovirus                                                  |
|  |                                                              |
|  | Acanthamoeba polyphaga mimivirus (ApMV M1, Shirakoma, Kasai) |
|  |                                                              |

|  | Acanthamoeba castellanii mamavirus (ACMV)                                                                    |
|  | |
|  | \| \| Hirudovirus \| \| \| \| \| \| Acanthamoeba polyphaga mimivirus (ApMV M1, Shirakoma, Kasai) \| \| \| \| |
|  | |
|  | Hirudovirus                                                                                                  |
|  | |
|  | Acanthamoeba polyphaga mimivirus (ApMV M1, Shirakoma, Kasai)                                                 |
|  | |

|  | Hirudovirus                                                  |
|  |                                                              |
|  | Acanthamoeba polyphaga mimivirus (ApMV M1, Shirakoma, Kasai) |
|  |                                                              |

|  | Acanthamoeba castellanii mamavirus (ACMV)                                                                    |
|  | |
|  | \| \| Hirudovirus \| \| \| \| \| \| Acanthamoeba polyphaga mimivirus (ApMV M1, Shirakoma, Kasai) \| \| \| \| |
|  | |
|  | Hirudovirus                                                                                                  |
|  | |
|  | Acanthamoeba polyphaga mimivirus (ApMV M1, Shirakoma, Kasai)                                                 |
|  | |

|  | Hirudovirus                                                  |
|  |                                                              |
|  | Acanthamoeba polyphaga mimivirus (ApMV M1, Shirakoma, Kasai) |
|  |                                                              |

|  | Acanthamoeba castellanii mamavirus (ACMV)                                                                    |
|  | |
|  | \| \| Hirudovirus \| \| \| \| \| \| Acanthamoeba polyphaga mimivirus (ApMV M1, Shirakoma, Kasai) \| \| \| \| |
|  | |
|  | Hirudovirus                                                                                                  |
|  | |
|  | Acanthamoeba polyphaga mimivirus (ApMV M1, Shirakoma, Kasai)                                                 |
|  | |

|  | Hirudovirus                                                  |
|  |                                                              |
|  | Acanthamoeba polyphaga mimivirus (ApMV M1, Shirakoma, Kasai) |
|  |                                                              |

|  | Acanthamoeba castellanii mamavirus (ACMV)                                                                    |
|  | |
|  | \| \| Hirudovirus \| \| \| \| \| \| Acanthamoeba polyphaga mimivirus (ApMV M1, Shirakoma, Kasai) \| \| \| \| |
|  | |
|  | Hirudovirus                                                                                                  |
|  | |
|  | Acanthamoeba polyphaga mimivirus (ApMV M1, Shirakoma, Kasai)                                                 |
|  | |

|  | Hirudovirus                                                  |
|  |                                                              |
|  | Acanthamoeba polyphaga mimivirus (ApMV M1, Shirakoma, Kasai) |
|  |                                                              |

|  | Acanthamoeba castellanii mamavirus (ACMV)                                                                    |
|  | |
|  | \| \| Hirudovirus \| \| \| \| \| \| Acanthamoeba polyphaga mimivirus (ApMV M1, Shirakoma, Kasai) \| \| \| \| |
|  | |
|  | Hirudovirus                                                                                                  |
|  | |
|  | Acanthamoeba polyphaga mimivirus (ApMV M1, Shirakoma, Kasai)                                                 |
|  | |

|  | Hirudovirus                                                  |
|  |                                                              |
|  | Acanthamoeba polyphaga mimivirus (ApMV M1, Shirakoma, Kasai) |
|  |                                                              |

|  | Acanthamoeba castellanii mamavirus (ACMV)                                                                    |
|  | |
|  | \| \| Hirudovirus \| \| \| \| \| \| Acanthamoeba polyphaga mimivirus (ApMV M1, Shirakoma, Kasai) \| \| \| \| |
|  | |
|  | Hirudovirus                                                                                                  |
|  | |
|  | Acanthamoeba polyphaga mimivirus (ApMV M1, Shirakoma, Kasai)                                                 |
|  | |

|  | Hirudovirus                                                  |
|  |                                                              |
|  | Acanthamoeba polyphaga mimivirus (ApMV M1, Shirakoma, Kasai) |
|  |                                                              |

|  | Acanthamoeba castellanii mamavirus (ACMV)                                                                    |
|  | |
|  | \| \| Hirudovirus \| \| \| \| \| \| Acanthamoeba polyphaga mimivirus (ApMV M1, Shirakoma, Kasai) \| \| \| \| |
|  | |
|  | Hirudovirus                                                                                                  |
|  | |
|  | Acanthamoeba polyphaga mimivirus (ApMV M1, Shirakoma, Kasai)                                                 |
|  | |

|  | Hirudovirus                                                  |
|  |                                                              |
|  | Acanthamoeba polyphaga mimivirus (ApMV M1, Shirakoma, Kasai) |
|  |                                                              |

|  | Acanthamoeba castellanii mamavirus (ACMV)                                                                    |
|  | |
|  | \| \| Hirudovirus \| \| \| \| \| \| Acanthamoeba polyphaga mimivirus (ApMV M1, Shirakoma, Kasai) \| \| \| \| |
|  | |
|  | Hirudovirus                                                                                                  |
|  | |
|  | Acanthamoeba polyphaga mimivirus (ApMV M1, Shirakoma, Kasai)                                                 |
|  | |

|  | Hirudovirus                                                  |
|  |                                                              |
|  | Acanthamoeba polyphaga mimivirus (ApMV M1, Shirakoma, Kasai) |
|  |                                                              |

|  | Acanthamoeba castellanii mamavirus (ACMV)                                                                    |
|  | |
|  | \| \| Hirudovirus \| \| \| \| \| \| Acanthamoeba polyphaga mimivirus (ApMV M1, Shirakoma, Kasai) \| \| \| \| |
|  | |
|  | Hirudovirus                                                                                                  |
|  | |
|  | Acanthamoeba polyphaga mimivirus (ApMV M1, Shirakoma, Kasai)                                                 |
|  | |

|  | Hirudovirus                                                  |
|  |                                                              |
|  | Acanthamoeba polyphaga mimivirus (ApMV M1, Shirakoma, Kasai) |
|  |                                                              |

|  | Acanthamoeba castellanii mamavirus (ACMV)                                                                    |
|  | |
|  | \| \| Hirudovirus \| \| \| \| \| \| Acanthamoeba polyphaga mimivirus (ApMV M1, Shirakoma, Kasai) \| \| \| \| |
|  | |
|  | Hirudovirus                                                                                                  |
|  | |
|  | Acanthamoeba polyphaga mimivirus (ApMV M1, Shirakoma, Kasai)                                                 |
|  | |

|  | Hirudovirus                                                  |
|  |                                                              |
|  | Acanthamoeba polyphaga mimivirus (ApMV M1, Shirakoma, Kasai) |
|  |                                                              |

|  | Acanthamoeba castellanii mamavirus (ACMV)                                                                    |
|  | |
|  | \| \| Hirudovirus \| \| \| \| \| \| Acanthamoeba polyphaga mimivirus (ApMV M1, Shirakoma, Kasai) \| \| \| \| |
|  | |
|  | Hirudovirus                                                                                                  |
|  | |
|  | Acanthamoeba polyphaga mimivirus (ApMV M1, Shirakoma, Kasai)                                                 |
|  | |

|  | Hirudovirus                                                  |
|  |                                                              |
|  | Acanthamoeba polyphaga mimivirus (ApMV M1, Shirakoma, Kasai) |
|  |                                                              |

|  | Acanthamoeba castellanii mamavirus (ACMV)                                                                    |
|  | |
|  | \| \| Hirudovirus \| \| \| \| \| \| Acanthamoeba polyphaga mimivirus (ApMV M1, Shirakoma, Kasai) \| \| \| \| |
|  | |
|  | Hirudovirus                                                                                                  |
|  | |
|  | Acanthamoeba polyphaga mimivirus (ApMV M1, Shirakoma, Kasai)                                                 |
|  | |

|  | Hirudovirus                                                  |
|  |                                                              |
|  | Acanthamoeba polyphaga mimivirus (ApMV M1, Shirakoma, Kasai) |
|  |                                                              |

|  | Acanthamoeba castellanii mamavirus (ACMV)                                                                    |
|  | |
|  | \| \| Hirudovirus \| \| \| \| \| \| Acanthamoeba polyphaga mimivirus (ApMV M1, Shirakoma, Kasai) \| \| \| \| |
|  | |
|  | Hirudovirus                                                                                                  |
|  | |
|  | Acanthamoeba polyphaga mimivirus (ApMV M1, Shirakoma, Kasai)                                                 |
|  | |

|  | Hirudovirus                                                  |
|  |                                                              |
|  | Acanthamoeba polyphaga mimivirus (ApMV M1, Shirakoma, Kasai) |
|  |                                                              |

|  | Acanthamoeba castellanii mamavirus (ACMV)                                                                    |
|  | |
|  | \| \| Hirudovirus \| \| \| \| \| \| Acanthamoeba polyphaga mimivirus (ApMV M1, Shirakoma, Kasai) \| \| \| \| |
|  | |
|  | Hirudovirus                                                                                                  |
|  | |
|  | Acanthamoeba polyphaga mimivirus (ApMV M1, Shirakoma, Kasai)                                                 |
|  | |

|  | Hirudovirus                                                  |
|  |                                                              |
|  | Acanthamoeba polyphaga mimivirus (ApMV M1, Shirakoma, Kasai) |
|  |                                                              |

|  | Acanthamoeba castellanii mamavirus (ACMV)                                                                    |
|  | |
|  | \| \| Hirudovirus \| \| \| \| \| \| Acanthamoeba polyphaga mimivirus (ApMV M1, Shirakoma, Kasai) \| \| \| \| |
|  | |
|  | Hirudovirus                                                                                                  |
|  | |
|  | Acanthamoeba polyphaga mimivirus (ApMV M1, Shirakoma, Kasai)                                                 |
|  | |

|  | Hirudovirus                                                  |
|  |                                                              |
|  | Acanthamoeba polyphaga mimivirus (ApMV M1, Shirakoma, Kasai) |
|  |                                                              |

|  | Acanthamoeba castellanii mamavirus (ACMV)                                                                    |
|  | |
|  | \| \| Hirudovirus \| \| \| \| \| \| Acanthamoeba polyphaga mimivirus (ApMV M1, Shirakoma, Kasai) \| \| \| \| |
|  | |
|  | Hirudovirus                                                                                                  |
|  | |
|  | Acanthamoeba polyphaga mimivirus (ApMV M1, Shirakoma, Kasai)                                                 |
|  | |

|  | Hirudovirus                                                  |
|  |                                                              |
|  | Acanthamoeba polyphaga mimivirus (ApMV M1, Shirakoma, Kasai) |
|  |                                                              |

|  | Acanthamoeba castellanii mamavirus (ACMV)                                                                    |
|  | |
|  | \| \| Hirudovirus \| \| \| \| \| \| Acanthamoeba polyphaga mimivirus (ApMV M1, Shirakoma, Kasai) \| \| \| \| |
|  | |
|  | Hirudovirus                                                                                                  |
|  | |
|  | Acanthamoeba polyphaga mimivirus (ApMV M1, Shirakoma, Kasai)                                                 |
|  | |

|  | Hirudovirus                                                  |
|  |                                                              |
|  | Acanthamoeba polyphaga mimivirus (ApMV M1, Shirakoma, Kasai) |
|  |                                                              |

|  | Acanthamoeba castellanii mamavirus (ACMV)                                                                    |
|  | |
|  | \| \| Hirudovirus \| \| \| \| \| \| Acanthamoeba polyphaga mimivirus (ApMV M1, Shirakoma, Kasai) \| \| \| \| |
|  | |
|  | Hirudovirus                                                                                                  |
|  | |
|  | Acanthamoeba polyphaga mimivirus (ApMV M1, Shirakoma, Kasai)                                                 |
|  | |

|  | Hirudovirus                                                  |
|  |                                                              |
|  | Acanthamoeba polyphaga mimivirus (ApMV M1, Shirakoma, Kasai) |
|  |                                                              |

|  | Acanthamoeba castellanii mamavirus (ACMV)                                                                    |
|  | |
|  | \| \| Hirudovirus \| \| \| \| \| \| Acanthamoeba polyphaga mimivirus (ApMV M1, Shirakoma, Kasai) \| \| \| \| |
|  | |
|  | Hirudovirus                                                                                                  |
|  | |
|  | Acanthamoeba polyphaga mimivirus (ApMV M1, Shirakoma, Kasai)                                                 |
|  | |

|  | Hirudovirus                                                  |
|  |                                                              |
|  | Acanthamoeba polyphaga mimivirus (ApMV M1, Shirakoma, Kasai) |
|  |                                                              |

|  | Acanthamoeba castellanii mamavirus (ACMV)                                                                    |
|  | |
|  | \| \| Hirudovirus \| \| \| \| \| \| Acanthamoeba polyphaga mimivirus (ApMV M1, Shirakoma, Kasai) \| \| \| \| |
|  | |
|  | Hirudovirus                                                                                                  |
|  | |
|  | Acanthamoeba polyphaga mimivirus (ApMV M1, Shirakoma, Kasai)                                                 |
|  | |

|  | Hirudovirus                                                  |
|  |                                                              |
|  | Acanthamoeba polyphaga mimivirus (ApMV M1, Shirakoma, Kasai) |
|  |                                                              |

|  | Acanthamoeba castellanii mamavirus (ACMV)                                                                    |
|  | |
|  | \| \| Hirudovirus \| \| \| \| \| \| Acanthamoeba polyphaga mimivirus (ApMV M1, Shirakoma, Kasai) \| \| \| \| |
|  | |
|  | Hirudovirus                                                                                                  |
|  | |
|  | Acanthamoeba polyphaga mimivirus (ApMV M1, Shirakoma, Kasai)                                                 |
|  | |

|  | Hirudovirus                                                  |
|  |                                                              |
|  | Acanthamoeba polyphaga mimivirus (ApMV M1, Shirakoma, Kasai) |
|  |                                                              |

|  | Acanthamoeba castellanii mamavirus (ACMV)                                                                    |
|  | |
|  | \| \| Hirudovirus \| \| \| \| \| \| Acanthamoeba polyphaga mimivirus (ApMV M1, Shirakoma, Kasai) \| \| \| \| |
|  | |
|  | Hirudovirus                                                                                                  |
|  | |
|  | Acanthamoeba polyphaga mimivirus (ApMV M1, Shirakoma, Kasai)                                                 |
|  | |

|  | Hirudovirus                                                  |
|  |                                                              |
|  | Acanthamoeba polyphaga mimivirus (ApMV M1, Shirakoma, Kasai) |
|  |                                                              |

|  | Acanthamoeba castellanii mamavirus (ACMV)                                                                    |
|  | |
|  | \| \| Hirudovirus \| \| \| \| \| \| Acanthamoeba polyphaga mimivirus (ApMV M1, Shirakoma, Kasai) \| \| \| \| |
|  | |
|  | Hirudovirus                                                                                                  |
|  | |
|  | Acanthamoeba polyphaga mimivirus (ApMV M1, Shirakoma, Kasai)                                                 |
|  | |

|  | Hirudovirus                                                  |
|  |                                                              |
|  | Acanthamoeba polyphaga mimivirus (ApMV M1, Shirakoma, Kasai) |
|  |                                                              |

|  | Acanthamoeba castellanii mamavirus (ACMV)                                                                    |
|  | |
|  | \| \| Hirudovirus \| \| \| \| \| \| Acanthamoeba polyphaga mimivirus (ApMV M1, Shirakoma, Kasai) \| \| \| \| |
|  | |
|  | Hirudovirus                                                                                                  |
|  | |
|  | Acanthamoeba polyphaga mimivirus (ApMV M1, Shirakoma, Kasai)                                                 |
|  | |

|  | Hirudovirus                                                  |
|  |                                                              |
|  | Acanthamoeba polyphaga mimivirus (ApMV M1, Shirakoma, Kasai) |
|  |                                                              |

|  | Acanthamoeba castellanii mamavirus (ACMV)                                                                    |
|  | |
|  | \| \| Hirudovirus \| \| \| \| \| \| Acanthamoeba polyphaga mimivirus (ApMV M1, Shirakoma, Kasai) \| \| \| \| |
|  | |
|  | Hirudovirus                                                                                                  |
|  | |
|  | Acanthamoeba polyphaga mimivirus (ApMV M1, Shirakoma, Kasai)                                                 |
|  | |

|  | Hirudovirus                                                  |
|  |                                                              |
|  | Acanthamoeba polyphaga mimivirus (ApMV M1, Shirakoma, Kasai) |
|  |                                                              |

|  | Acanthamoeba castellanii mamavirus (ACMV)                                                                    |
|  | |
|  | \| \| Hirudovirus \| \| \| \| \| \| Acanthamoeba polyphaga mimivirus (ApMV M1, Shirakoma, Kasai) \| \| \| \| |
|  | |
|  | Hirudovirus                                                                                                  |
|  | |
|  | Acanthamoeba polyphaga mimivirus (ApMV M1, Shirakoma, Kasai)                                                 |
|  | |

|  | Hirudovirus                                                  |
|  |                                                              |
|  | Acanthamoeba polyphaga mimivirus (ApMV M1, Shirakoma, Kasai) |
|  |                                                              |

|  | Acanthamoeba castellanii mamavirus (ACMV)                                                                    |
|  | |
|  | \| \| Hirudovirus \| \| \| \| \| \| Acanthamoeba polyphaga mimivirus (ApMV M1, Shirakoma, Kasai) \| \| \| \| |
|  | |
|  | Hirudovirus                                                                                                  |
|  | |
|  | Acanthamoeba polyphaga mimivirus (ApMV M1, Shirakoma, Kasai)                                                 |
|  | |

|  | Hirudovirus                                                  |
|  |                                                              |
|  | Acanthamoeba polyphaga mimivirus (ApMV M1, Shirakoma, Kasai) |
|  |                                                              |

|  | Acanthamoeba castellanii mamavirus (ACMV)                                                                    |
|  | |
|  | \| \| Hirudovirus \| \| \| \| \| \| Acanthamoeba polyphaga mimivirus (ApMV M1, Shirakoma, Kasai) \| \| \| \| |
|  | |
|  | Hirudovirus                                                                                                  |
|  | |
|  | Acanthamoeba polyphaga mimivirus (ApMV M1, Shirakoma, Kasai)                                                 |
|  | |

|  | Hirudovirus                                                  |
|  |                                                              |
|  | Acanthamoeba polyphaga mimivirus (ApMV M1, Shirakoma, Kasai) |
|  |                                                              |

|  | Acanthamoeba castellanii mamavirus (ACMV)                                                                    |
|  | |
|  | \| \| Hirudovirus \| \| \| \| \| \| Acanthamoeba polyphaga mimivirus (ApMV M1, Shirakoma, Kasai) \| \| \| \| |
|  | |
|  | Hirudovirus                                                                                                  |
|  | |
|  | Acanthamoeba polyphaga mimivirus (ApMV M1, Shirakoma, Kasai)                                                 |
|  | |

|  | Hirudovirus                                                  |
|  |                                                              |
|  | Acanthamoeba polyphaga mimivirus (ApMV M1, Shirakoma, Kasai) |
|  |                                                              |

|  | Acanthamoeba castellanii mamavirus (ACMV)                                                                    |
|  | |
|  | \| \| Hirudovirus \| \| \| \| \| \| Acanthamoeba polyphaga mimivirus (ApMV M1, Shirakoma, Kasai) \| \| \| \| |
|  | |
|  | Hirudovirus                                                                                                  |
|  | |
|  | Acanthamoeba polyphaga mimivirus (ApMV M1, Shirakoma, Kasai)                                                 |
|  | |

|  | Hirudovirus                                                  |
|  |                                                              |
|  | Acanthamoeba polyphaga mimivirus (ApMV M1, Shirakoma, Kasai) |
|  |                                                              |

|  | Acanthamoeba castellanii mamavirus (ACMV)                                                                    |
|  | |
|  | \| \| Hirudovirus \| \| \| \| \| \| Acanthamoeba polyphaga mimivirus (ApMV M1, Shirakoma, Kasai) \| \| \| \| |
|  | |
|  | Hirudovirus                                                                                                  |
|  | |
|  | Acanthamoeba polyphaga mimivirus (ApMV M1, Shirakoma, Kasai)                                                 |
|  | |

|  | Hirudovirus                                                  |
|  |                                                              |
|  | Acanthamoeba polyphaga mimivirus (ApMV M1, Shirakoma, Kasai) |
|  |                                                              |

|  | Acanthamoeba castellanii mamavirus (ACMV)                                                                    |
|  | |
|  | \| \| Hirudovirus \| \| \| \| \| \| Acanthamoeba polyphaga mimivirus (ApMV M1, Shirakoma, Kasai) \| \| \| \| |
|  | |
|  | Hirudovirus                                                                                                  |
|  | |
|  | Acanthamoeba polyphaga mimivirus (ApMV M1, Shirakoma, Kasai)                                                 |
|  | |

|  | Hirudovirus                                                  |
|  |                                                              |
|  | Acanthamoeba polyphaga mimivirus (ApMV M1, Shirakoma, Kasai) |
|  |                                                              |

|  | Acanthamoeba castellanii mamavirus (ACMV)                                                                    |
|  | |
|  | \| \| Hirudovirus \| \| \| \| \| \| Acanthamoeba polyphaga mimivirus (ApMV M1, Shirakoma, Kasai) \| \| \| \| |
|  | |
|  | Hirudovirus                                                                                                  |
|  | |
|  | Acanthamoeba polyphaga mimivirus (ApMV M1, Shirakoma, Kasai)                                                 |
|  | |

|  | Hirudovirus                                                  |
|  |                                                              |
|  | Acanthamoeba polyphaga mimivirus (ApMV M1, Shirakoma, Kasai) |
|  |                                                              |

|  | Acanthamoeba castellanii mamavirus (ACMV)                                                                    |
|  | |
|  | \| \| Hirudovirus \| \| \| \| \| \| Acanthamoeba polyphaga mimivirus (ApMV M1, Shirakoma, Kasai) \| \| \| \| |
|  | |
|  | Hirudovirus                                                                                                  |
|  | |
|  | Acanthamoeba polyphaga mimivirus (ApMV M1, Shirakoma, Kasai)                                                 |
|  | |

|  | Hirudovirus                                                  |
|  |                                                              |
|  | Acanthamoeba polyphaga mimivirus (ApMV M1, Shirakoma, Kasai) |
|  |                                                              |

|  | Acanthamoeba castellanii mamavirus (ACMV)                                                                    |
|  | |
|  | \| \| Hirudovirus \| \| \| \| \| \| Acanthamoeba polyphaga mimivirus (ApMV M1, Shirakoma, Kasai) \| \| \| \| |
|  | |
|  | Hirudovirus                                                                                                  |
|  | |
|  | Acanthamoeba polyphaga mimivirus (ApMV M1, Shirakoma, Kasai)                                                 |
|  | |

|  | Hirudovirus                                                  |
|  |                                                              |
|  | Acanthamoeba polyphaga mimivirus (ApMV M1, Shirakoma, Kasai) |
|  |                                                              |

|  | Acanthamoeba castellanii mamavirus (ACMV)                                                                    |
|  | |
|  | \| \| Hirudovirus \| \| \| \| \| \| Acanthamoeba polyphaga mimivirus (ApMV M1, Shirakoma, Kasai) \| \| \| \| |
|  | |
|  | Hirudovirus                                                                                                  |
|  | |
|  | Acanthamoeba polyphaga mimivirus (ApMV M1, Shirakoma, Kasai)                                                 |
|  | |

|  | Hirudovirus                                                  |
|  |                                                              |
|  | Acanthamoeba polyphaga mimivirus (ApMV M1, Shirakoma, Kasai) |
|  |                                                              |

|  | Acanthamoeba castellanii mamavirus (ACMV)                                                                    |
|  | |
|  | \| \| Hirudovirus \| \| \| \| \| \| Acanthamoeba polyphaga mimivirus (ApMV M1, Shirakoma, Kasai) \| \| \| \| |
|  | |
|  | Hirudovirus                                                                                                  |
|  | |
|  | Acanthamoeba polyphaga mimivirus (ApMV M1, Shirakoma, Kasai)                                                 |
|  | |

|  | Hirudovirus                                                  |
|  |                                                              |
|  | Acanthamoeba polyphaga mimivirus (ApMV M1, Shirakoma, Kasai) |
|  |                                                              |

|  | Acanthamoeba castellanii mamavirus (ACMV)                                                                    |
|  | |
|  | \| \| Hirudovirus \| \| \| \| \| \| Acanthamoeba polyphaga mimivirus (ApMV M1, Shirakoma, Kasai) \| \| \| \| |
|  | |
|  | Hirudovirus                                                                                                  |
|  | |
|  | Acanthamoeba polyphaga mimivirus (ApMV M1, Shirakoma, Kasai)                                                 |
|  | |

|  | Hirudovirus                                                  |
|  |                                                              |
|  | Acanthamoeba polyphaga mimivirus (ApMV M1, Shirakoma, Kasai) |
|  |                                                              |

|  | Acanthamoeba castellanii mamavirus (ACMV)                                                                    |
|  | |
|  | \| \| Hirudovirus \| \| \| \| \| \| Acanthamoeba polyphaga mimivirus (ApMV M1, Shirakoma, Kasai) \| \| \| \| |
|  | |
|  | Hirudovirus                                                                                                  |
|  | |
|  | Acanthamoeba polyphaga mimivirus (ApMV M1, Shirakoma, Kasai)                                                 |
|  | |

|  | Hirudovirus                                                  |
|  |                                                              |
|  | Acanthamoeba polyphaga mimivirus (ApMV M1, Shirakoma, Kasai) |
|  |                                                              |

|  | Acanthamoeba castellanii mamavirus (ACMV)                                                                    |
|  | |
|  | \| \| Hirudovirus \| \| \| \| \| \| Acanthamoeba polyphaga mimivirus (ApMV M1, Shirakoma, Kasai) \| \| \| \| |
|  | |
|  | Hirudovirus                                                                                                  |
|  | |
|  | Acanthamoeba polyphaga mimivirus (ApMV M1, Shirakoma, Kasai)                                                 |
|  | |

|  | Hirudovirus                                                  |
|  |                                                              |
|  | Acanthamoeba polyphaga mimivirus (ApMV M1, Shirakoma, Kasai) |
|  |                                                              |

|  | Acanthamoeba castellanii mamavirus (ACMV)                                                                    |
|  | |
|  | \| \| Hirudovirus \| \| \| \| \| \| Acanthamoeba polyphaga mimivirus (ApMV M1, Shirakoma, Kasai) \| \| \| \| |
|  | |
|  | Hirudovirus                                                                                                  |
|  | |
|  | Acanthamoeba polyphaga mimivirus (ApMV M1, Shirakoma, Kasai)                                                 |
|  | |

|  | Hirudovirus                                                  |
|  |                                                              |
|  | Acanthamoeba polyphaga mimivirus (ApMV M1, Shirakoma, Kasai) |
|  |                                                              |

|  | Acanthamoeba castellanii mamavirus (ACMV)                                                                    |
|  | |
|  | \| \| Hirudovirus \| \| \| \| \| \| Acanthamoeba polyphaga mimivirus (ApMV M1, Shirakoma, Kasai) \| \| \| \| |
|  | |
|  | Hirudovirus                                                                                                  |
|  | |
|  | Acanthamoeba polyphaga mimivirus (ApMV M1, Shirakoma, Kasai)                                                 |
|  | |

|  | Hirudovirus                                                  |
|  |                                                              |
|  | Acanthamoeba polyphaga mimivirus (ApMV M1, Shirakoma, Kasai) |
|  |                                                              |

|  | Acanthamoeba castellanii mamavirus (ACMV)                                                                    |
|  | |
|  | \| \| Hirudovirus \| \| \| \| \| \| Acanthamoeba polyphaga mimivirus (ApMV M1, Shirakoma, Kasai) \| \| \| \| |
|  | |
|  | Hirudovirus                                                                                                  |
|  | |
|  | Acanthamoeba polyphaga mimivirus (ApMV M1, Shirakoma, Kasai)                                                 |
|  | |

|  | Hirudovirus                                                  |
|  |                                                              |
|  | Acanthamoeba polyphaga mimivirus (ApMV M1, Shirakoma, Kasai) |
|  |                                                              |

|  | Moumouvirus (Linie B) |
|  |                       |
|  | Megavirus (Linie C)   |
|  |                       |

Da nach den neueren Angaben von Aylward et al. (2021) das Kroon-Virus zur Spezies Mimivirus lagoaense,  Acanthamoeba polyphaga mimivirus und Niemeyer-Virus aber zur Spezies Mimivirus bradfordmassiliense gehören, erscheint letztere in der hier zugrundeliegenden älteren Phylogenie nicht monophyletisch.